# Historia LGBT en Argentina

Montaje de la historia LGBT+ en la Argentina. De izquierda a derecha: 1) una indígena transgénero detenida en Río Negro en 1902, con ropa de mujer y hombre; 2) los miembros de la CHA Raúl Soria y Carlos Jáuregui en la portada de la revista Siete Días en 1984; 3) Natalia "Pepa" Gaitán, asesinada por lesbiana; 4) la "Princesa de Borbón", reconocida hombre/mujer porteña, circa 1911; 5) el Frente de Liberación Homosexual (FLH) durante la asunción de Héctor José Cámpora en 1973; 6) activistas travesti-trans en 1998: Lohana Berkins, María Belén Correa, Nadia Echazú, Claudia Pía Baudracco y Jeanette Contreras; 7) Marcha del Orgullo de Buenos Aires en 2018; 8) Beso de dos mujeres en marcha feminista de 2020.

La historia LGBT+ en Argentina se refiere a la diversidad de prácticas, militancias y valoraciones culturales sobre sexualidad y géneros disidentes que se desplegaron históricamente en el actual territorio argentino. Abarca la historia de diferentes comunidades y colectivos, cada una con sus características propias, como la historia del lesbianismo, de la homosexualidad masculina (gay), de las genealogías trans, intersexuales, así como de otras disidencias sexuales y de género como las bisexuales, no binarias, fluidas, poliamorosas, BDSM, asexuales, etc. En 2019 la Comisión Organizadora de la XXVIII Marcha del Orgullo de Buenos Aires decidió no utilizar más la sigla LGBT+, ni ninguna otra con mayor cantidad de letras, "porque dejaron de ser representativas. Cada día empiezan a visibilizarse nuevas identidades que rompen con las normas sobre la sexualidad”.
Los pueblos originarios tuvieron diversas formas de abordar las orientaciones sexuales e identidades de género de las personas, en muchos casos admitiendo sexualidades no binarias y no heteronormativas. El Imperio Español y la Iglesia Católica impusieron durante la conquista y colonización una concepción patriarcal y heteronormativa de la sexualidad, basada en un estricto binarismo hombre/mujer, orientada exclusivamente a la reproducción, reprimiendo violentamente las conductas disidentes, mediante la Inquisición y el crimen/pecado de sodomía. 
Luego de la independencia en 1810-1816, la situación de las personas LGBT+ en la Argentina siguió la tendencia a la represión moral, médica y psiquiátrica que caracterizó en general a la cultura occidental. En la primera mitad del siglo XX surgieron los edictos policiales que institucionalizaron la criminalización de travestismo y la homosexualidad. En la década de 1960 se crean las primeras organizaciones LGBT+ y se llevan adelante las primeras luchas por el reconocimiento de los derechos, a la vez que las nuevas biotecnologías permiten cambiar los cuerpos de las personas y abren camino al surgimiento de la categoría «transgénero». El grupo Nuestro Mundo y el Frente de Liberación Homosexual son los principales ejemplos al respecto. La dictadura cívico-militar de 1976-1983 erradicó completamente la militancia LGBT+. 
Con la recuperación de la democracia en 1983, aún cuando se mantuvo la represión policial e institucional, comenzó un proceso sostenido de organización y movilización, que fue obteniendo progresos notables. Inicialmente son los varones gais quienes logran un nivel considerable de militancia y organización, creando en 1984 la Comunidad Homosexual Argentina (CHA). En la década del noventa comienza a ganar peso las organizaciones de lesbianas (Las Lunas y Las Otras) y también de travestis y trans (ATTTA, ALITT). A partir de la primera década del siglo XXI, se obtienen avances en la lucha contra la homo-trans-lesbo-fobia y conquistas que gran valor, como la Ley de Matrimonio Igualitario (2010) y la Ley de Identidad de Género (2012).

## Pueblos originarios

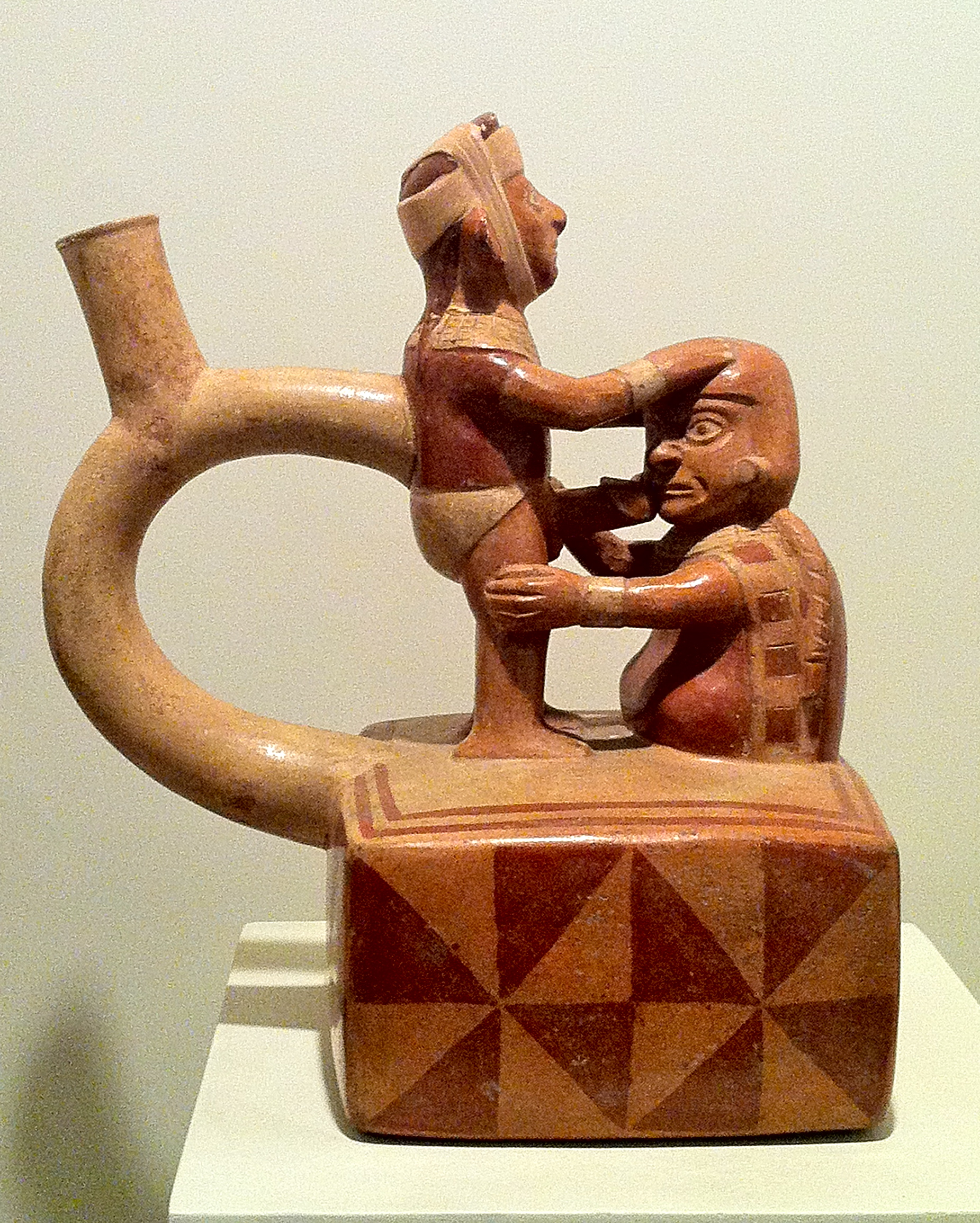
Cerámica representando relaciones sexuales entre varones en la cultura moche.

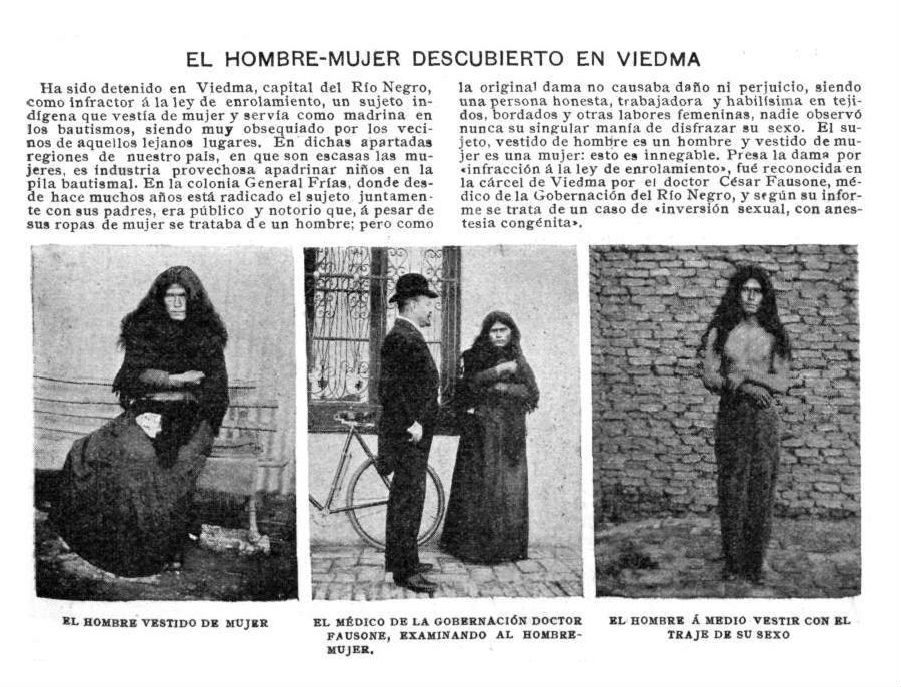
Noticia de Caras y Caretas de 1902, relatando la detención de una indígena transgénero en Viedma, Río Negro, quien «servía como madrina en los bautismos, siendo muy obsequiado por los vecinos de aquellos lejanos lugares».

Los pueblos originarios que habitaron el actual territorio argentino tuvieron diversas formas de abordar las orientaciones sexuales e identidades de género de las personas.
La cultura mapuche, aún existente, nunca fue sometida por el Imperio Español y mantuvo su independencia y su propio territorio en la Patagonia y la pampa hasta fines del siglo XIX, siendo desde ese momento afectada profundamente por los procesos de aculturación. Tradicionalmente ha sostenido una valoración igualitaria de hombres y mujeres, por lo que asumir identidades o tener características transexuales o intersexuales no significaba pérdida de ningún privilegio, poder o estatus. Los mapuches carecían de nociones de género y sexo, al menos con la relevancia que se concede a los mismos en la cultura europea. Poseían el concepto y el rol social valiosos denominado weye, que hacía referencia a personas que no eran consideradas ni hombres ni mujeres, y se desplazaban complejamente entre diversos estados que combinaban características performativas, sexuales, de edad y del momento del día. Sus prácticas sexuales admitían una amplia diversidad y no establecían un vínculo determinista con la anatomía. El sometimiento de la nación mapuche en la segunda mitad del siglo XIX, obligó a los hombres a dejar de ser guerreros y a emplearse como peones de estancia para trabajar la tierra, una tarea tradicionalmente femenina en la cultura mapuche. Esta transformación trajo aparejada una desvalorización de la masculinidad en la moderna cultura mapuche y el predominio de las mujeres sobre los hombres en su rol de machi, una posición que reúne las condiciones de médico, sacerdote, consejero y protector del pueblo, razón por la cual es usual encontrar mujeres transgénero desempeñándose como machis.
La cultura guaraní tenía también cierto grado de aceptación hacia las personas que mantenían relaciones sexuales con personas del mismo sexo. Diversos testimonios han registrado la normalidad con que eran tratadas las relaciones sexuales entre los hombres guaicurúes del Gran Chaco y la existencia de la palabra "cudinho" para denominar a un tipo de hombres que vestían como mujeres, se casaban con hombres, orinaban agachados y tenían síntomas menstruales.
La cultura incaica, influyente en el noroeste argentino, valoraba la sexualidad entre hombres y el uso de vestimentas correspondientes a otro género, asignándoles un valor sagrado y religioso. Las relaciones sexuales entre mujeres, por su parte, eran habituales y valoradas, especialmente en la clase alta. En las áreas yungas, existieron varias sociedades matriarcales, que también consideraban sagradas las relaciones sexuales entre personas del mismo sexo y el uso de vestimentas correspondientes a otro género.

## Conquista y colonización española

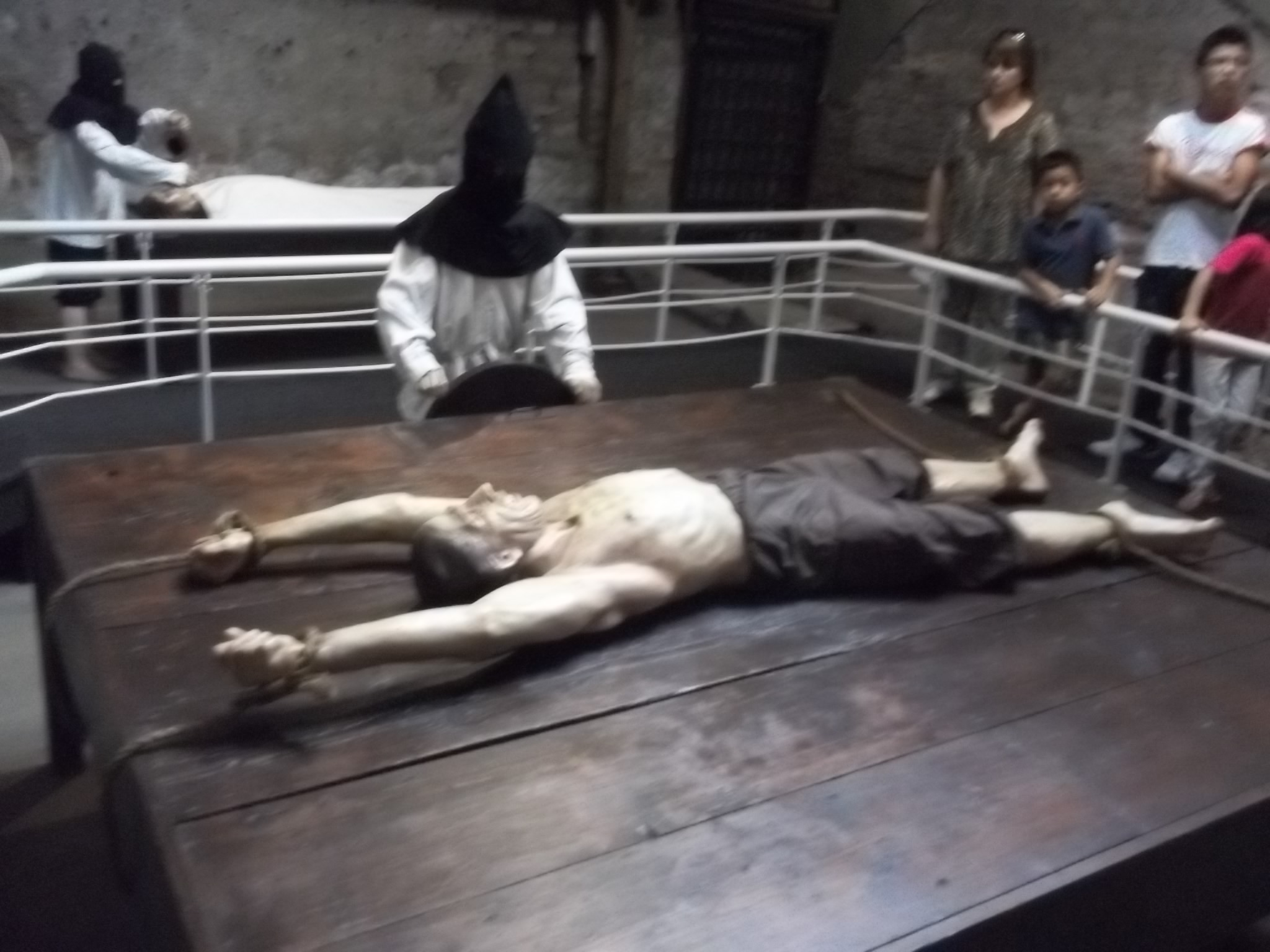
Representación de las torturas en el Museo de la Inquisición de Lima, donde eran enviadas para ser juzgadas por sodomía, las personas que mantenían relaciones sexuales con personas del mismo sexo y quienes vestían prendas consideradas inadecuadas para su género.

La conquista europea de América modificó radical y violentamente la sexualidad y las relaciones de género de la población americana. Los conquistadores impusieron un orden héteronormativo y patriarcal, impulsado por la Iglesia católica, que reprimió duramente todo apartamiento de una sexualidad reproductiva o contrario a una rígida división de la sociedad en dos géneros asignados al nacer por la Iglesia. Simultáneamente el poder colonial estableció un sistema de valores de desprecio y rechazo a las personas que tuvieran conductas sexuales y de género no heterosexuales. De la colonia vienen expresiones españolas homofóbicas como "marica" y "maricón"; el Diccionario de la Real Academia Española de 1734 incluyó la palabra "marica" y la definió del siguiente modo: "afeminado, cobarde, de poco brío". También de esta época proviene la palabra "puto", utilizada habitualmente tanto en las colonias españolas como en la península.
Los conquistadores europeos impusieron un tipo de sexualidad basada estrictamente en la reproducción, que reprimía los actos sexuales cuyo objetivo era la obtención de placer, considerados como delitos y pecado de lujuria. En ese contexto jurídico-religioso, todos los regímenes coloniales europeos en América, incluyeron las relaciones sexuales entre hombres dentro del impreciso delito de sodomía, considerado como "crimen nefando", contra natura y contrario a Dios, castigando a quienes fueran hallados culpables a ser quemados en la hoguera.
En algunas partes los españoles mataron masivamente a los indígenas por vestirse con hábitos "de mujer" -refiriéndose a la ausencia de pantalones en la vestimenta indígena- calificándolos de sodomitas. Fray Bartolomé de las Casas relata uno de esos actos de barbarie: 

Ciertos españoles hallaron en cierto rincón de una de las dichas provincias tres hombres vestidos en hábitos de mujeres, a los cuales por solo aquello juzgaron ser de aquel pecado corrompidos (sodomía) y no por más probanza los echaron luego a los perros que llevaban, que los despedazaron y comieron vivos, como si fueran sus jueces.
Fray Bartolomé de las Casas

Durante la conquista española, los conquistadores y cronistas europeos informaron asiduamente que las personas de los pueblos originarios mantenían habitualmente relaciones sexuales entre varones o entre mujeres, y presentaron el hecho como evidencia del salvajismo indígena y su alejamiento del dios cristiano. Esos relatos dieron origen al mito de los gigantes sodomitas de la Patagonia. La llamada "sodomía" fue considerada como una de las causas justas que habilitaba a los conquistadores españoles a declarar la "guerra" contra la población indígena.
Fernanda Molina constató 99 casos de condena por sodomía en el Virreinato del Perú (al que pertenecía el actual territorio de Argentina), durante los siglos XVI y XVII, tratándose en todos los casos de hombres que mantuvieron relaciones sexuales con otros hombres, o consideradas impropias del género asignado ("pelilargos, afeminados y travestidos").

## La independencia

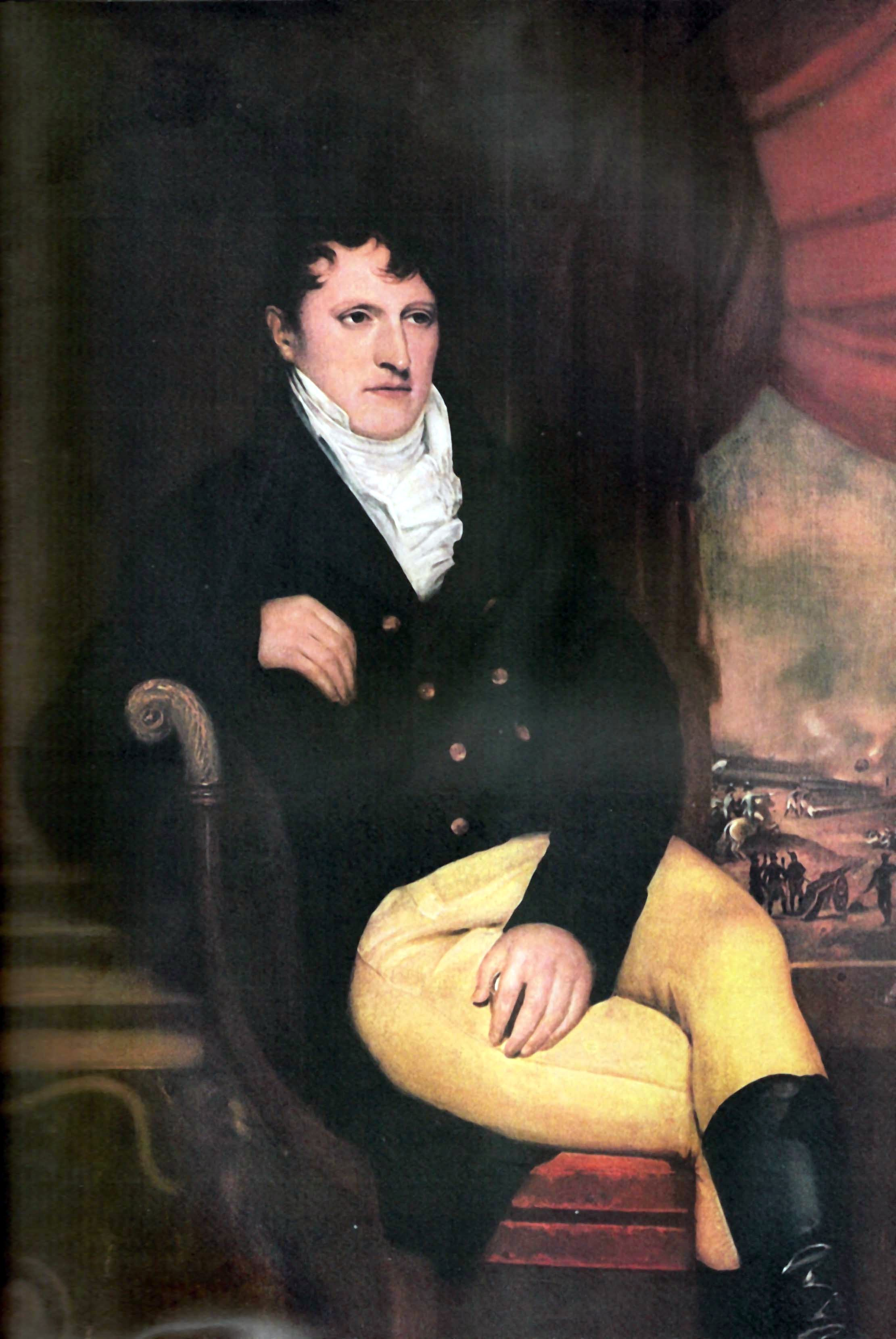
Manuel Belgrano, uno de los "padres de la patria", fue objeto de acoso homofóbico.

Luego de la Independencia (1810-1816), se mantuvo el orden heteronormativo y patriarcal, con su correspondiente acción represiva de toda diversidad sexual y de género, pero atenuada cuando la Asamblea del Año XIII abolió la Inquisición. Aun cuando las leyes españolas quedaron en vigencia luego de la independencia, no hay mención desde entonces de condenas por relaciones sexuales consensuadas entre personas mayores. El delito de sodomía siguió existiendo, pero con un contenido confuso e indefinido, para castigar la violación de hombres.
Desde entonces no se sancionarían leyes nacionales reprimiendo ningún tipo de práctica u orientación sexual, ni identidad de género, aunque la diversidad sexual y de género resultaría reprimida por medio de normas policiales, provinciales y militares -para sus integrantes-.
A comienzos del siglo XIX, uno de los padres de la patria, Manuel Belgrano, fue objeto de acoso homofóbico por una parte del Ejército del Norte. A lo largo del siglo XIX y de la mayor parte del siglo XX fue tratada como una enfermedad, una "desviación", una "inversión", un "pecado" y una "anormalidad", siendo usada como descalificación y percibida como algo traído por los extranjeros, especialmente los inmigrantes italianos, a quienes se atribuían todos los prejuicios. En 1887 Eugenio Cambaceres, en su novela En la sangre, incluye un personaje homosexual por primera vez en la literatura argentina, Genaro Piazza, un inmigrante italiano que de niño frecuentaba el paseo de Julio para jugar con otros niños "a los hombres y las mujeres".
Entre las escasas personas abiertamente homosexuales que se destacaron en ese entonces se encuentra el tucumano Gabriel Iturri o Gabriel de Yturri, que se hizo conocido por ser pareja y secretario del poeta y dandi francés Robert de Montesquiou e inspirar el personaje de Jupien, secretario del Barón Charlus, en la novela En busca del tiempo perdido de Marcel Proust. Al morir en 1905, Montesquiou publicó en la revista Caras y Caretas un inusual panegírico aludiendo al amor que los unió y a las dificultades que enfrentaban las personas gay:

Quiero hablar de Gabriel de Iturri, tucumano de origen y perteneciente a una familia muy conocida y apreciada. La suerte, o mejor dicho, la providencia de un encuentro mundano, me lo hizo conocer en 1885; y desde entonces no cesó de prodigarme su fe en mis obras y su amistad y afección a mi persona con ingenioso cuidado casi genial; Gabriel de Iturri me ayudó en todas las dificultades y me ha sostenido en todas las pruebas por las cuales el tenido que pasar. El apoyo que mi familia me negó y la comprensión que me regateaban mis amigos, todo lo encontré en este extranjero; él me protegió sin una duda, sin un desfallecimiento durante veinte años, al cabo de los cuales la desclimatación y la vida de fiebre en un centro que no era el suyo -París- lo usurparon a mi corazón y al cariño de todos los que le conocieron y trataron. En cambio de lo que él hizo por mí y en reconocimiento a sus favores, yo no deseo nada con tanto ardor como alcanzar un día el triunfo de mis obras. Y quiero que triunfen no por el renombre que ellas puedan traerme, sino para que Aquel que fue mi colaborador ocupe en la historia literaria de Francia el sitio que le corresponde.
Robert de Montesquiou

## Cacería de las disidencias sexuales en elsigloXX

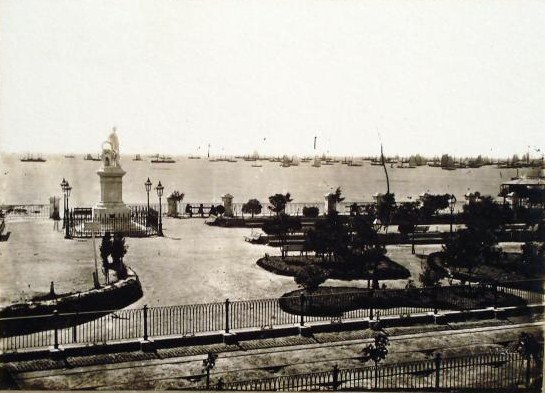
La estatua de Giuseppe Mazzini en la actual plaza Roma era el principal lugar de encuentro de los hombres homosexuales de Buenos Aires en la época del Centenario.

El siglo XX se caracterizó por la generalización social de la homofobia, la lesbofobia, la transfobia y la bifobia, al punto que la «ciencia» (medicina, psiquiatría y psicología) consideró que la homosexualidad y las autopercepciones de género que diferían del sexo asignado al nacer, eran enfermedades. Como nunca antes, los mecanismos de poder político y cultural se difundieron «en el cuerpo social entero» para regular y normalizar la sexualidad de las personas, estableciendo la dicotomía heterosexualidad/homosexualidad, en la que la primera obraba como norma deseable (heteronormatividad) y la segunda como anormalidad, perversión y pecado, llevando a que las propias personas con sexualidades no hegemónicas internalizaran ese discurso, generando en ellas sentimientos de culpa y miedo. A esa situación general de la sexualidad de las personas en Occidente, se sumó en Argentina y América Latina la fuerte influencia del cristianismo en la población, en especial de la Iglesia católica y la institución de la confesión practicada semanalmente, que permitía controlar los «pecados de pensamiento y obra». Finalmente, Argentina era una sociedad que se urbanizaba rápidamente, en la que «el barrio», junto a la familia, comenzó a cumplir una función directa en el control de la sexualidad de hombres y mujeres. En su Historia sobre la homosexualidad en la Argentina, Bazán ha calificado como «cacería» la situación en que se encontraron las personas con sexualidades no hegemónicas durante el período que se extendió desde fines del siglo XIX hasta fines del siglo XX.
En la segunda mitad del siglo XIX apareció la palabra y las nociones actuales de «homosexualidad» y su oposición binaria «heterosexualidad». En 1886 fue incluida en Psychopathia Sexualis (1886), un estudio de Richard von Krafft-Ebing, considerándola una enfermedad, criterio que será aceptado generalizadamente durante un siglo, hasta el reconocimiento de la diversidad sexual y los derechos LGBT+. Por eso David Halperin dice en su libro Sex before sexuality ("El sexo antes de la sexualidad") que "antes de 1892 no había homosexualidad, sino inversión sexual". La diferencia radica en que, mientras la categoría de «homosexualidad» está construida a partir del deseo sexual, la categoría de «inversión sexual» está construida a partir del rechazo (inversión) de la orientación sexual bipolar asignada a cada sexo.
Simultáneamente, la élite argentina conocida como la Generación del 80 recurrió a las nociones de homosexualidad y travestismo como herramientas para definir y regular por oposición las nuevas nociones de nacionalidad, clase social, sexualidad y género de las mujeres y hombres que integrarían la «nueva raza» argentina que debía resultar de la gran ola de inmigración que se extendió hasta la mitad del siglo XX. Las denominaciones más usadas fueron las de «maricas» e «invertidos». «Lesbianas» era un término que no se usaba (el lesbianismo estaría invisibilizado hasta fines del siglo XX). «Travesti» aparecería recién en la década de 1970, seguido de «transexual» (término cuando la biotecnología permitió cambiar los cuerpos), y de «transgénero», en la década de 1990.   
Hacia finales del siglo XIX ya existía "una cultura de hombres que se identificaban a sí mismos como «maricas»" en Buenos Aires. El crecimiento de la ciudad de Buenos Aires y la gran cantidad de hombres solos como consecuencia de una inmigración masiva mayoritariamente masculina, incrementaron las relaciones sexuales no convencionales, entre ellas la homosexualidad. El historiador Félix Luna, en su biografía de Julio Argentino Roca, pone en boca del líder máximo de la denominada "república oligárquica", que organizó el país, la siguiente frase:

"Antes, los únicos maricas conocidos eran los porteros de los quilombos. Ahora me cuentan de Fulano o Mengano, gente bastante conocida, como incluidos en la categoría de los invertidos. ¡Y no les cuento en Europa! Aparecen con toda desenvoltura en los ambientes más refinados".

A principios del siglo XX, el carnaval era señalado acusatoriamente como un ámbito propicio para expresar y difundir la homosexualidad y el travestismo. La comunidad masculina homosexual y transexual de Buenos Aires por entonces se autodenominaba "La Cofradía" y se reunía en el paseo de Julio (actual Avenida Leandro N. Alem), puntualmente alrededor de la estatua de Giuseppe Mazzini, en la actual plaza Roma, donde se mantenían encuentros sexuales. La gran cantidad de hombres homosexuales en Buenos Aires al iniciarse el siglo XX fue señalada por el juez Eusebio Gómez, que destacaba que esa era la razón de que se hubiera desarrollado la prostitución masculina como una rama independiente. Gómez contaba que un prostituto explicaba esa situación con estas palabras:

Los hombres nos pagan porque han llegado a comprender que solamente nosotras les podemos dar el amor verdadero.

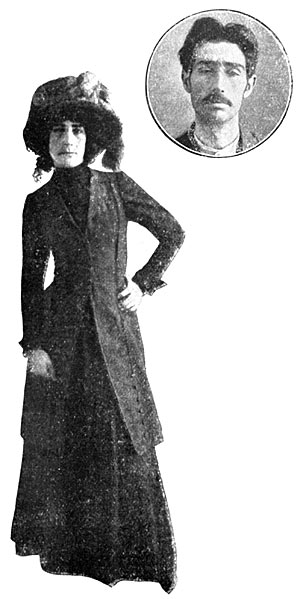
"La bella Noé", travesti porteña de principios de que estafaba haciéndose pasar por viuda.

Osvaldo Bazán, en su Historia de la homosexualidad en la Argentina, incluye un capítulo titulado "Los compadritos", en los que analiza los vínculos entre la homosexualidad y el tango en los primeros años, a través de la figura del "compadrito". Bazán rescata los "cafés musicales sin mujeres" en los que los compadritos bailaban el tango entre sí, ante el desprecio de "los ladrones", que los consideraban "afeminados".
El poeta José Sebastián Tallón (1904-1954) menciona la "evidencia sexual y sospechosa", "amariconada" y "relajada" de la forma de vestir y peinarse de los compadritos, que se trasladó a la forma de bailar el tango, dándole un estilo propio:

Y se trajearon y acicalaron con un narcisismo exagerado de mujer, evidentemente sexual y sospechoso; tomaron el tango y lo llevaron a los medios sexuales obscenos. El contoneo criollo del caminar, que tuvo su origen en los tacos altos, ellos lo hicieron medio tilingo, si no amariconado. Y de la misma manera, a la coreografía del tango le dieron un estilo propio de exageraciones eróticas.
José Sebastián Tallón

Bazán toma distancia respecto del prejuicio social de asociar ciertas formas de vestir, peinarse o caminar con la homosexualidad, pero destaca la ruptura cultural que expresaba la decisión de los compadritos de adoptar una imagen que la sociedad de la época asociaba con la homosexualidad y con los roles estereotipados para hombres y mujeres.
Juan José Sebrelli, por su parte, destaca el lesbianismo público de Pepita Avellaneda, la primera cancionista de tango, quien vestía de varón y disputaba a Carlos Gardel los amores de madame Jeanne.
En 1905 el pedagogo Víctor Mercante publicó una investigación titulada “Fetiquismo [sic] y uranismo femenino en los internados educativos”, en el que daba cuenta que las relaciones lesbianas eran un hecho generalizado entre las jóvenes pupilas. Las cartas citadas por Mercante reflejan aquella realidad de amor lésbico adolescente:

Mi querida Chacho, tus besos abren para mi corazón un mundo de felicidad. Dios conserve este amor que comprendo tan grande. A veces eres celosa y me increpas injustamente. Debes saber que para mí tú eres todo en este mundo. Mi pensamiento vive en ti. Anoche soñé que estábamos solas, en un sofá, alumbradas por la luna. Tus palabras eran dulces como las de Efraín. ¡Ah, no quisiera olvidarlas nunca! Al levantarme puse tu retrato junto a mis labios y lo cubrí de besos.

En 1914 se estrenó la primera obra cuya temática central fue la homosexualidad y el travestismo, Los invertidos, del autor anarquista José González Castillo, padre del conocido compositor de tango Cátulo Castillo. La obra es una tragedia en la que un hombre casado, el Dr. Flórez, tiene una relación amorosa con su mejor amigo y termina suicidándose. El primer acto se remata con esta frase: «La noche parece infundirles una nueva vida, como si en el misterio de una sombra se operara en sus organismos una transfusión milagrosa de sexo. Son, entonces mujeres, como en el día han sido hombres». Todo el segundo acto transcurre en una garçonnière, donde se encuentran dos personajes trans, Juanita y la Princesa de Borbón, esta última tomada de la vida real. Un diálogo entre ellas dos y Emilio, dice así:

-Juanita: ¡Ay! ¡Quién hubiera nacido hombre!
-Princesa: ¡Ay! ¡Quién hubiera nacido mujer!, decí mejor.
-Emilio: No se quejen, que no tienen razón. Al fin y al cabo mejor que ser hombre o mujer solamente, es ser las dos cosas a la vez.

Se discute si Los invertidos es una obra de condena de la homosexualidad y el travestismo, o por el contrario una obra que buscó visibilizar las sexualidades disidentes. Según Bazán la obra coincide con el momento en que se cierra una alianza «promiscua» entre la medicina, la policía, el arte y los medios de comunicación para perseguir las sexualidades disidentes. Pero autores más actuales, como Diego Trerotola, Alberto Ure y Mariano Dossena, ven en Los invertidos una crítica a la heterosexualidad y la hipocresía de la clase alta.
Como sea, lo cierto es que la medicina, principalmente con los estudios del médico policial Francisco de Veyga sobre los "lunfardos" homosexuales, dio fundamento a una política de terror, que combinaba el encarcelamiento constante y reiterado de los "invertidos", con una cultura de instigación al suicidio y una práctica social de linchamiento de "pederastas":

Usaron el terror. Y estaban muy orgullosos de eso. Por el lado de la ciencia, el médico teniente general De Veyga le dio al poder la excusa perfecta para la cacería que se desarrolló a lo largo del siglo XX... El miedo se instaló en el siglo. Todos fueron sospechosos.

### Ciclo de golpes de Estado
El ciclo de golpes de Estado, iniciado en 1930, incrementó los niveles de autoritarismo y consolidó la cacería homotransfóbica a todo lo largo del siglo. Personajes públicos como Carlos Gardel, Jorge Luis Borges, Eva Perón y Juan Domingo Perón fueron objeto de destrato homofóbico.
Es en este momento, en 1932, que aparecen los «edictos policiales», normas penales que permitían a la policía detener y condenar a las personas a tiempos relativamente breves de prisión. Las siguientes décadas los edictos policiales serían usados para reprimir básicamente dos situaciones: vestir prendas del «sexo opuesto» (2H) y escándalo público e incitación al acto carnal (2F). Los edictos policiales legalizaron las detenciones de hecho que la policía venía haciendo desde principios de siglo, institucionalizaron de hecho las coimas derivadas de la prostitución femenina o trans y convirtieron a las comisarías ubicadas en esas zonas en «negocios» policiales.
En 1931 Jorge Luis Borges publicó en la revista Sur un artículo titulado «Nuestras imposibilidades» en el que se refiere a «los caracteres inmediatamente más afligentes del argentino... de las ciudades». Entre esos caracteres, Borges se refiere a la «sodomía», señalando que «el malevaje de Buenos Aires» venera al «agente activo» de esa práctica, a diferencia de lo que sucede «en todos los países de la tierra», donde según Borges la «reprobación recae sobre los dos ejecutores del inimaginable contacto». Borges utiliza la expresión «dialéctica fecal» para referirse a esa falta de reprobación de la sodomía para el «agente activo» que caracterizaba, según él, a los malevos porteños.
Dicho párrafo borgiano fue analizado por Daniel Baldstron, en un artículo titulado «The "Fecal Dialectic": Homosexual Panic and the Origin of Writing in Borges» («La "dialéctica fecal": pánico homosexual y el origen de la escritura en Borges»). Baldstron señala que Borges eliminó esa referencia al tema de la homosexualidad en las ediciones posteriores y examina el «tratamiento fóbico de un tema que evidentemente lo fascinó». Relaciona el texto con «el tratamiento de Borges en una serie de ensayos sobre la homosexualidad de dos eminentes hombres de letras del siglo XIX cuyas obras y vidas él menciona a menudo, Oscar Wilde y Walt Whitman», así como la manera de abordar «la preferencia sexual en una variedad de relatos, especialmente en "La intrusa" y "La secta del fénix"».
En 1942 estalló en Buenos Aires el controversial escándalo de los cadetes, un caso penal a raíz del hallazgo de una serie de fotografías de desnudos masculinos tomadas por el menor Jorge Ballvé Piñero, que reveló la existencia de fiestas homosexuales en las que participaban cadetes del Colegio Militar de la Nación, personas de las clases altas, empresarios, políticos, jueces, sacerdotes, así como boxeadores, futbolistas, canillitas, policías y colectiveros, considerado un "hecho fundante y una bisagra que representa un antes y un después en la historia de la homofobia, que condensa los prejuicios y los saberes científicos, médicos y jurídicos sobre la homosexualidad y que legitima la represión". La prensa argentina publicó largas listas de personas famosas a quienes se atribuía participar en las fiestas. Uno de los mencionados fue Roberto Noble, futuro fundador del diario Clarín, quien publicó una declaración negando haber participado en las orgías.
El Senado de la Nación creó una comisión especial para investigar el caso, a pedido de los senadores Gilberto Suárez Lago, Héctor González Iramain y el futuro candidato a presidente de la Unión Cívica Radical, José Tamborini. Ballvé Piñero fue condenado a doce años de prisión; Ernesto Brilla a nueve años; Romeo Spinetto y Jorge Olchansky fueron condenados a seis años de prisión; Adolfo Goodwin y Podestá Méndez fueron condenados a cinco años de prisión; fueron condenados también a cuatro años y fracción Andrés Lucantis, Miguel Ángel Brest Miranda, Blanca Abratte, Javier Calvo y Mario Villafaño.

## Consolidación de las primeras identidades LGBT+

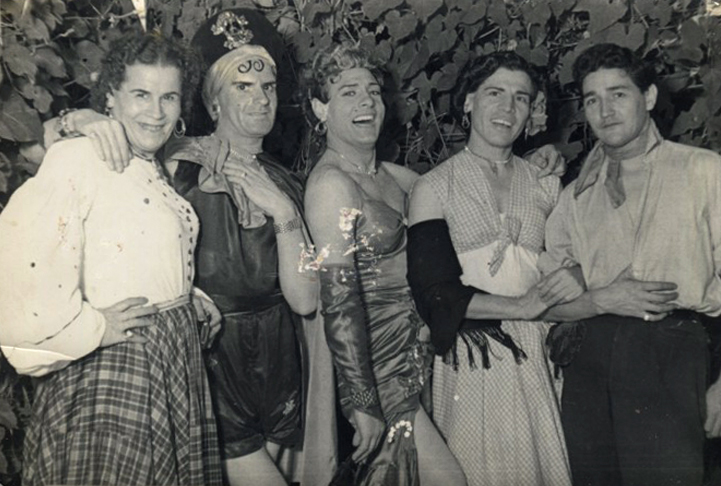
Foto de las carrilches en 1945 en Buenos Aires. En esos años, las "carrilches" organizaban fiestas clandestinas en quintas del conurbano, lejos de la policía. De izquierda a derecha: Jorgelina, Chacha, Sonia la indomable, Malva Solís y sanjuanino. Casamiento de Jorgelina.

Con el surgimiento del peronismo, poco antes de terminar la primera mitad del siglo XX, la situación de la homosexualidad y el travestismo ingresó en una etapa de ambigüedad, que permitió la consolidación de la identidad homosexual masculina en Argentina.
Por un lado se establecieron algunas normas represivas parciales, como la Ley N.º 5109 sobre régimen electoral en la provincia de Buenos Aires que incluyó textualmente a "los homosexuales" entre las personas que no podían votar "por causa de indignidad" (art. 3, inciso l), o la aprobación en 1951 del Código de Justicia Militar, castigando la homosexualidad con degradación y prisión, Por otro lado no existen constancias de que la discriminación electoral haya sido aplicada, y el peronismo significó "cierto relajo en las costumbres", apareciendo en Buenos Aires los primeros saunas gais, incluso antes de que aparecieran en Nueva York.
La situación ambigua de las identidades LGBT+ durante del peronismo es habitualmente ejemplificada con la posición que adoptó Eva Perón frente a las mismas. Ella misma fue gravemente discriminada por el antiperonismo y los sectores conservadores, por su conducta sexual liberal, real o supuesta, y por asumir roles y comportamientos que en esa época eran considerados exclusivos de los varones, sugiriéndose que era lesbiana, al igual que su amiga y protectora Pierina Dealesi. Su confesor, el padre Hernán Benítez relata que un obispo le dijo una vez: "-¿No me explico como usted puede defender a esa puta? Perdí los estribos. Le contesté que no dijera barbaridades, que ella era castísima y que yo lo sabía en mi carácter de confesor de Eva. Y ya desbordado le agregué: -Además. ¡Ella no se preocupa de decir si usted es puto o no!". El sociólogo y activista LGBT+ Juan José Sebrelli la definió como "una especie de Jean Genet femenino".
En 1946 el célebre bailarín español Miguel de Molina, torturado y expulsado de España por el franquismo, debido a la exhibición pública de su homosexualidad y su adhesión a la causa republicana, le escribió una carta a Eva Perón solicitándole asilo, quien de inmediato le abrió las puertas del país, razón por la cual fue un eterno agradecido al peronismo. De Molina, que había sido expulsado por homosexual de España y por la misma razón censurado en México, filmó en Argentina su película Esta es mi vida (1952) y algunos informes dicen que Juan Domingo Perón ordenó a la policía y los militares que no lo acosaran. El propio Miguel de Molina en su autobiografía relata cuando una persona del aristocrático barrio Norte le deseó la muerte por «maricón y peronacho».
Eva fue también amiga personal de Paco Jamandreu, un conocido diseñador de moda y actor argentino que se declaraba públicamente homosexual, en una época en la que hacerlo era considerado pecado mortal y conllevaba serios riesgos de discriminación y acoso homofóbico. Eva Perón solía bromear burlonamente en privado con Jamandreu, sobre su sexualidad. Según relata este último en sus memorias, una vez le dijo “Te espero a las ocho. Pero a las ocho. A ver si te encontrás con un chongo en el camino y llegas pasado mañana”. La ambigüedad de Eva frente a la homosexualidad se refleja en otra anécdota contada por el diseñador, con motivo de haber sido detenido con un amigo en un bar, y al llamarla para que los liberara ella le contestó: “¿Y qué hacen ahí ustedes a estas horas? Eso debe ser un puterío. ¡Jódanse por yiros!”. Adrián Melo ha destacado que en la cultura argentina y especialmente entre los artistas LGBT+, existe una fuerte conexión entre la "mirada gay" y la figura de Eva Perón; en la película Eva Perón de Juan Carlos Desanzo (1996), el guionista le hace decir al personaje de Paco Jamandreu: “Ser puto y ser pobre es ser Eva Perón”. Por su parte, el ensayista Ezequiel Martínez Estrada, asoció críticamente a peronismo con la homosexualidad definiéndolo como «un brote vergonzante de la homosexualidad».
Promediando el siglo XX las imágenes públicas de la homosexualidad eran el "tío solterón", y el estereotipo del "bufarrón", hombre mayor que mantenía relaciones sexuales activas con jóvenes "ingenuos". También alcanzó un amplio desarrollo, aún existente en la actualidad, la fantasía heterosexual masculina a veces concretada en práctica, de penetrar sexualmente a otros varones, sin que ello sea denominado homosexualidad. Más en las sombras se ubicaban la prostitución urbana masculina, el lesbianismo y los lugares públicos utilizados para cruising. 
Néstor Perlongher, uno de los fundadores del movimiento LGBT+ argentino, afirma que "con el peronismo los obreros ganaron el centro y se encontraron allí con los homosexuales... El erotismo que nace de ese encuentro de clases es potente. La relación de la marica de clase media con el chongo villero, no solo llenó lamentaciones... sino también saunas". A partir de ese momento, la figura del chongo, estará presente en el imaginario gay argentino y en la incipiente literatura LGBT+.
El encuentro del marica con el chongo, desarrolló incluso una jerga propia, el carrilche, desarrollada y difundida por los varones homosexuales, que contribuyó a consolidar una cultura y una identidad propia, principalmente entre «las maricas» de conurbano bonaerense. Sería precisamente ese sector social el que crearía en 1967 la primera organización LGBT+ argentina y una de las primeras del mundo, el Grupo Nuestro Mundo.
En 1946 Jorge Luis Borges publicó «El muerto», un relato sobre dos hombres que comparten sexualmente a una mujer, en el que la crítica literaria ha señalado el desborde de la heterosexualidad tradicional, para ingresar en el campo de las relaciones homosexuales, pese al "código machista" aparente con el que está recubierto. Herbert Brant ha encontrado en otros cuentos de Borges, como "La forma de la espada" (1942) y "La intrusa" (1970), la presencia de una literatura homoerótica encubierta y culposa.

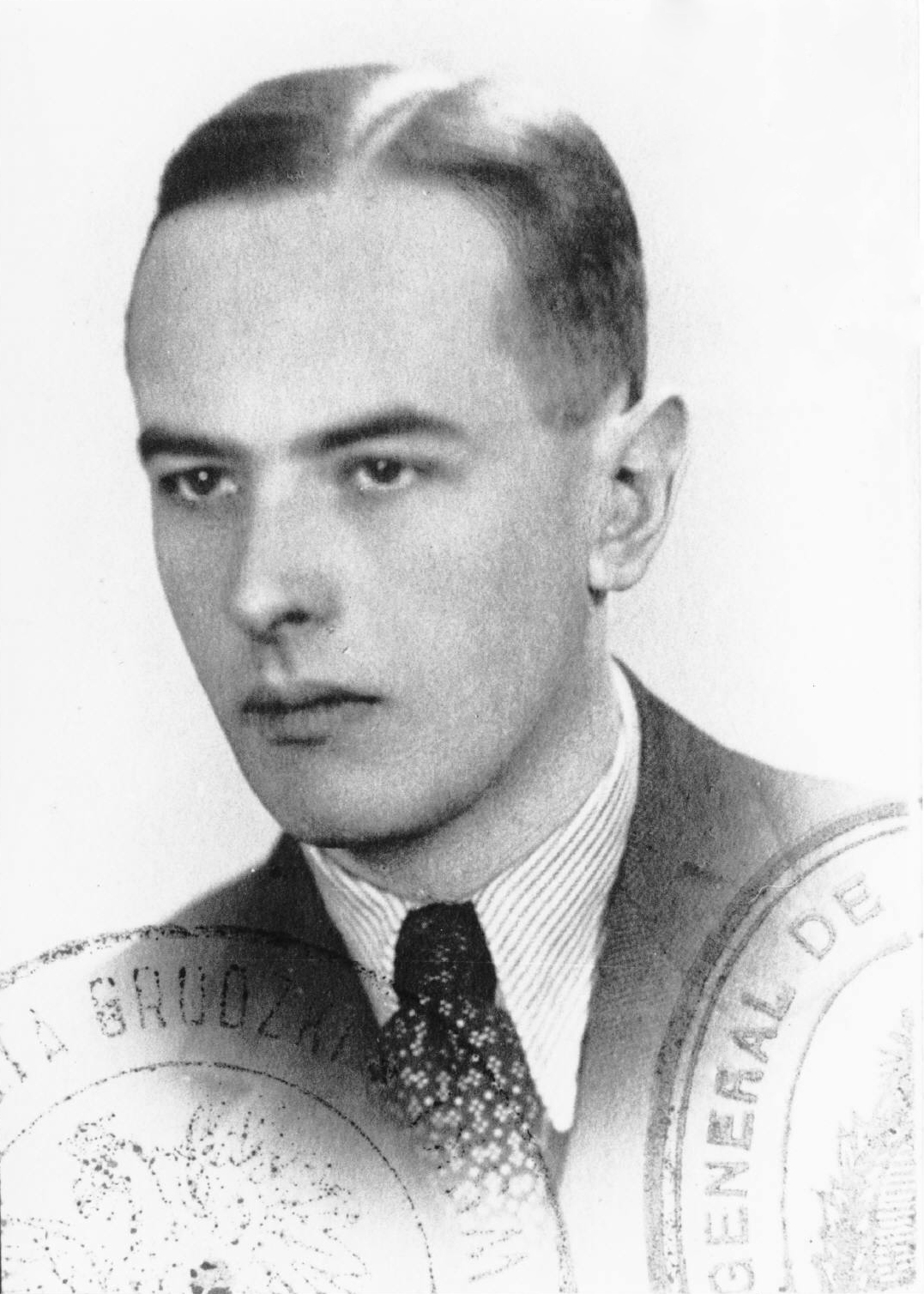
Witold Gombrowicz, él mismo un disidente sexual, publicó en 1953 su novela Trans-Atlántico, obra pionera de la literatura LGBT+ argentina donde aparece el personaje de Gonzalo Andes, alias "el Puto".

En 1953 el escritor polaco radicado en Buenos Aires Witold Gombrowicz, publicó su novela Trans-Atlántico, obra pionera de la literatura LGBT+ argentina, donde aparece el personaje de Gonzalo Andes, alias "el Puto", que quiere seducir a un joven militar de clase alta, ante la desesperación de «el Padre», símbolo ridiculizado del patriotismo y el machismo. Gombrowicz, que disfrutaba manteniendo relaciones sexuales con hombres pero se negaba a ser etiquetado como homosexual, testimonió y criticó la feroz represión de la sexualidad que caracterizó a la Argentina del siglo XX. En una carta de 1963 le decía a uno de sus grandes amigos argentinos: 

Mi estimado Goma: Su última me procuró cierto disgusto. Primero lo de la homosexualidad y de la inmundicia. ¡Qué homosexualidad y qué inmundicia! Sépalo, yo no soy ni nunca he sido un homosexual, sino que de vez en cuando suelo hacerlo cuando se me da la gana... Qué triste país, tan puto y tan torcido, donde nadie se atreve a darse el gusto. Les aconsejo paternalmente a Vd. Goma y a todos: si notasen que algún instinto reprimido les hace aborrecer a la homo, no se olviden acostarse enseguida con un macho, pues no hay cosa peor que no obedecer a los santos mandatos del cuerpo.
Witold Gombrowicz

La dictadura autodenominada «Revolución Libertadora» que tomó el poder en 1955, inició la persecución sistemática de la vida social y cultural LGBT. En octubre de 1956, comisarios de distintas seccionales de la ciudad de Buenos Aires y de los partidos provinciales aledaños emprenden razzias en sitios de reunión de la comunidad gay y trans y en la vía pública y detienen a los "petiteros" (palabra que alude a cierta modalidad en el vestir) identificada con personas homosexuales En 1958 la dictadura sancionó un decreto facultando a la policía para arrestar personas para identificarlas y finalmente detenerlas hasta 30 días, potenciando la criminalización de la homosexualidad y el travestismo, sin que estuviera contemplada defensa alguna.
A partir del gobierno de Arturo Frondizi, se comenzaron a realizar campañas sistemáticas de moralidad con razias y persecuciones a homosexuales y travestis que fueron dirigidas por el comisario Luis Margaride (quien dos décadas después será uno de los jefes de la organización paramilitar Triple A). Por aplicación de los edictos policiales, solo en la Capital Federal eran detenidas entre 110.000 y 170.000 personas cada año.
En el cine argentino la representación de gais, lesbianas, bisexuales, personas trans e intersexuales, osciló entre la invisibilidad, la caricatura y el desdén, o la inmoralidad. «El imaginario social parecía no admitir la dicha para los del mismo sexo». De los años '50 data el inicio de la relación sexo-amorosa mantenida en secreto entre los cineastas Fernando Ayala y Héctor Olivera, quienes fundaron en 1956 la productora Aries Cinematográfica Argentina y realizaron gran cantidad de películas con temáticas o escenas LGBT+. Entre ellas se encuentran El jefe (1958), en el que una patota de varones le pinta forzadamente senos a otro hombre, por no tener sus mismos códigos de virilidad; Huis Clos (A puerta cerrada) (1962), que protagoniza una mujer lesbiana cuyo deseo no se detiene ni con la muerte y que por su temática se volvió una película maldita. En 1963 realizan Primero yo, cuyo título alternativo fue Machito, sobre un hijo que desea ser bailarín y debe enfrentar la oposición de su padre, donde retrata la comunidad LGBT+ relacionada con las artes y la danza de Buenos Aires, «sin caricatura, sin burla, por primera vez en el cine argentino».
En 1956, los escritores Abelardo Arias y Renato Pellegrini, fundaron Ediciones Tirso, con el fin de traducir y publicar novelas europeas y norteamericanas de contenido explícitamente homoerótico. La editorial tuvo problemas con la censura estatal y el escritor Héctor Murena llegó a denunciarla en 1959, desde la célebre Revista Sur, por ser una “editorial especializada en sodomía” que era parte de un proceso mayor de “homosexualización de la sociedad” que, según él, afectaba a la cultura occidental. Describiendo la situación en Argentina, Murena sostenía en aquel entonces que aunque “...en el plano mental se continúa rechazando la homosexualidad, en el profundo nivel instintivo se la acepta, se la celebra incluso”. En 1957, esa editorial publicó la primera novela de Renato Pellegrini, Siranger, relato autobiográfico sobre las persecuciones y discriminaciones que sufrió en su adolescencia, como homosexual y migrante interno, donde por vez primera en la literatura argentina se trata centralmente el tema de la homosexualidad de manera franca, aunque aún con un tono de culpa.
Hacia 1957 salió la revista Los Amorales, una publicación precaria en la que por primera vez se daba respuesta a la curiosidad, las dudas y dilemas sexuales de la población argentina, como la homosexualidad, la virginidad y el placer erótico por las flagelaciones. En la sección "Correspondencia", la revista daba a conocer el estado de angustia de miles de personas aisladas, que mantenían oculto su "terrible secreto", luego de más de medio siglo de encierro cultural y represión médico-policial:

Señor director... Mucho tardé en resolverme a escribirle estas líneas, pero sucede que ya no puedo más y necesito unas palabras que ayuden a la solución de mi terrible problema. Soy lector de su revista, cuya lectura sigo, no buscando descripciones sexuales sino soluciones. Tengo 29 años y hasta ahora no experimenté el contacto carnal con ningún hombre ni mujer. Las mujeres no me atraen. Puedo observarlas cuando son bellas, pero la sola idea de tener contacto camal con ellas me repugna. En cambio, me gustan con locura los hombres y, sin embargo, no me atrevería a tener contacto con ellos, los temo. Quisiera ser igual que los demás y, aparentemente, quizás lo sea, pero nadie sospecha que pesa sobre mí una cruz de la cual no sé cómo librarme. Mi voz y mis modales son afeminados, y siempre que traté de enmendarme no conseguí resultado alguno. Hay días en que mi deseo de ser poseído por un hombre es tal que temo enloquecer al no poder satisfacer mi pasión... Creo, señor, que no hay remedio para mi mal, y que la enfermedad de mi cuerpo y de mi alma es incurable. ¿Qué mal habré hecho para recibir un castigo así?

En 1959 Abelardo Castillo publicó el cuento «El marica», sobre la violenta costumbre iniciática de los varones de «debutar» sexualmente yendo a un prostíbulo en grupo y la presión colectiva para que cada uno «probara» que no era homosexual. El cuento reivindicó por primera vez la palabra «marica», asociándola con la valentía y décadas después se convirtió en el texto más utilizado en las escuelas argentinas para abordar el tema de las diversidades sexuales en el marco de la educación sexual integral (ESI). Ese mismo año Carlos Correas publicó el cuento «La narración de la historia», que relata abierta y gráficamente la relación homosexual y amorosa entre un adolescente de clase media y otro adolescente de clase trabajadora, descripto como «un morochito» y un «chongo» y las barreras clasistas entre ambos. Como sucediera con otras obras artísticas que trataron las sexualidades LGBT, tanto Correas como los editores de la revista fueron condenados penalmente por inmoralidad y pornografía, y las revistas secuestradas. El escándalo tuvo como efecto impulsar una considerable lectura del cuento.
En 1964 Ediciones Tirso publicó la novela Asfalto, la segunda escrita por Renato Pellegrini, con prólogo de Manuel Mujica Láinez, primera novela argentina centrada en el amor homosexual entre hombres sin asomo de culpa o patología, en una época en que el tema era tabú, especialmente en América Latina. Pellegrini fue enjuiciado y condenado a tres años de prisión como culpable del delito de publicaciones obscenas, mientras que los ejemplares del libro fueron secuestrados y destruidos. Recién en 2004 la novela fue reeditada. Destacando la importancia de Asfalto, el crítico estadounidense Herbert Brant sostiene que:

Si bien a menudo se cita El beso de la mujer araña de Manuel Puig (1976) como la primera novela argentina que abiertamente se refiere a condiciones de homosexualidad sin caer en la tradicional actitud de condena moralizante, Asfalto de Pellegrini, que antecede a la novela de Puig en doce años, es mucho más revolucionaria en términos tanto de contenido como de actitud.
Herbert J. Brant

En esta época fue escrita también la novela La brasa en la mano, de Oscar Hermes Villordo, aunque solo fue posible publicarla dos décadas después, cuando el país se preparaba para conquistar definitivamente la democracia. Villordo describe en detalle, en tono autobiográfico, el deambular sexual de un hombre gay en aquel tiempo, despreciado por su propia familia, que se relaciona con taxi boys, marineros y soldados para mantener relaciones sexuales, en baños públicos, plazas y zaguanes, a cambio de dinero, pero deseando dolorosamente con poder establecer una relación fundada en el amor. Bazán describe el libro como "la más clara radiografía del estado de angustia, miedo y desolación en el que vivían los homosexuales argentinos de los años 50".
Las razzias de moralidad del comisario Margaride iniciadas durante el gobierno de Frondizi se intensificaron durante la dictadura de Onganía: en 1967 realizó el «Operativo Cines» y el «Operativo Subterráneo», en los cuales la policía irrumpía violentamente en los cines y se cerraban las bocas de los subtes para detener a los homosexuales y «maricas».

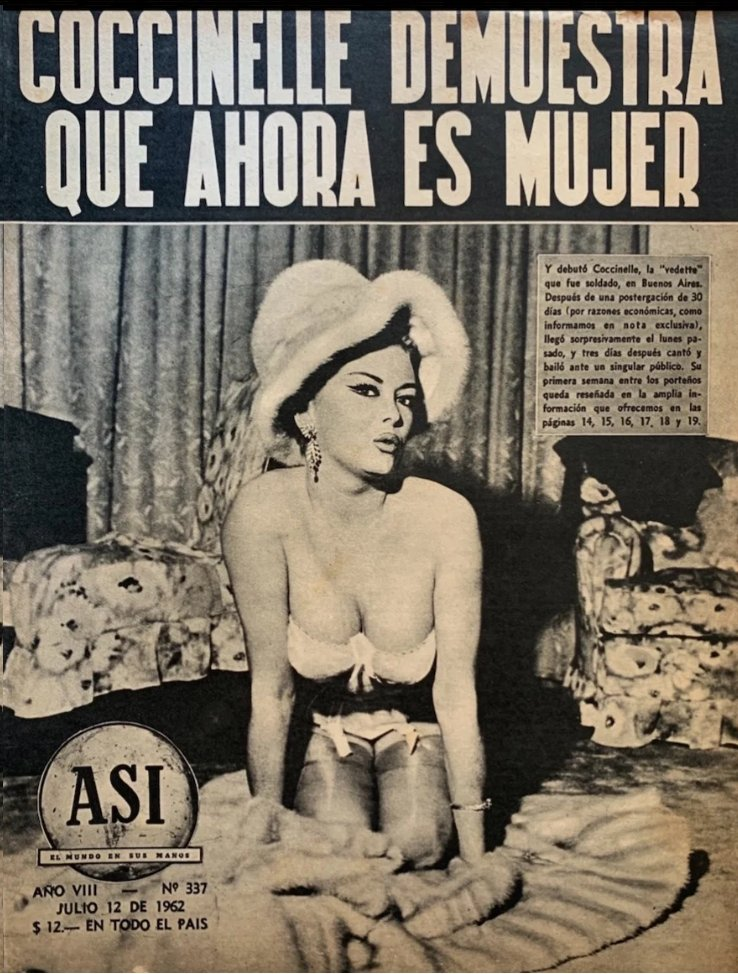
La célebre travesti francesa Coccinelle, una de las primeras en operarse para cambiar de género, visita la Argentina en 1962, causando un efecto profundo en la población y en la comunidad «marica», estableciendo un modelo de mujer trans que tomaría el nombre de «travesti».

A comienzos de la década de 1960 comienza a ser posible el cambio de los cuerpos y características sexuales de las personas mediante los nuevos avances biotecnológicos. En Argentina tuvo gran importancia la visita en 1962 de la célebre vedette francesa Coccinelle, luego de que el gobierno del presidente Arturo Frondizi le negara la visa en 1960, por «cuestiones de moral». Coccinelle fue presentada como una novedad: un hombre que se había operado y transformado en mujer.
La presencia de Coccinelle obró como un disparador, tanto de la decisión de miles de personas trans de iniciar tratamientos hormonales y quirúrgicos para transformar sus cuerpos, como de orientar su deseo hacia un nuevo modelo de género, aún sin nombre, vinculado al mundo del espectáculo, principalmente como vedette. Malva, una «maricona» chilena que había migrado a Buenos Aires en 1943 recuerda ese momento con estas palabras:

A partir de “Coccinelle”. De ahí hay… como te diría… hay toda una apertura, algo nuevo que viene. Ellos vienen un montón “siliconados”, cirugías plásticas; la apertura social […] nuevas oportunidades para las mariconas, se inaugura “el travesti artista”, en todos los tugurios; había siempre un número artístico de mariconas y transformistas […]. De ahí se abre un nuevo modo de vida. Una nueva cultura. La cultura del puto artista...
Malva

Las posibilidades de la biotecnología impulsarían en la década siguiente el surgimiento del género «travesti» y también la generalización de la prostitución entre las mujeres trans. Las identidades LGBT+, que comienzan a consolidarse y diferenciarse en la década de 1950, abren camino para que al final de los años '60, brotara un movimiento liderado por una primera ola de organizaciones LGBT+, que sería interrumpida por el terrorismo de Estado, menos de una década después.

## 1967-1976: las primeras organizaciones

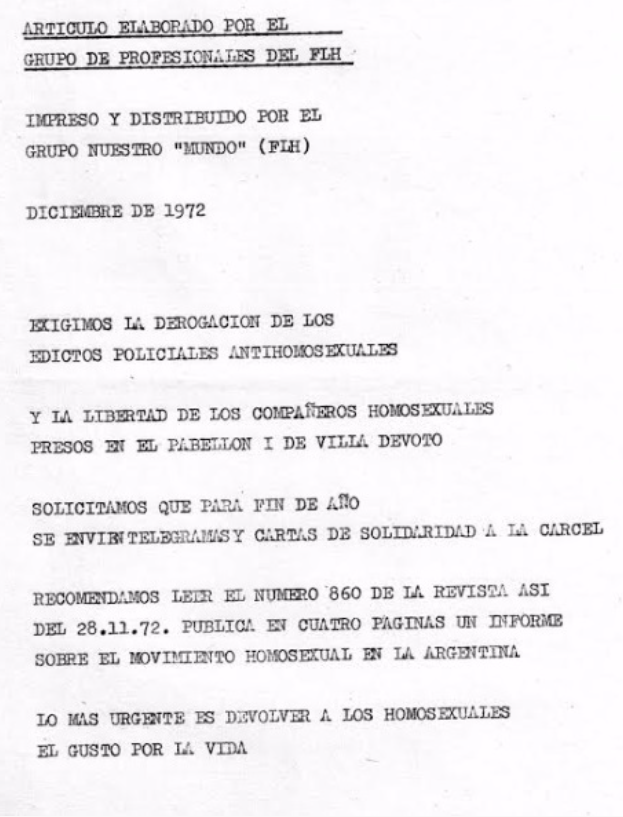
Folleto de Frente Liberación Homosexual de diciembre 1972.

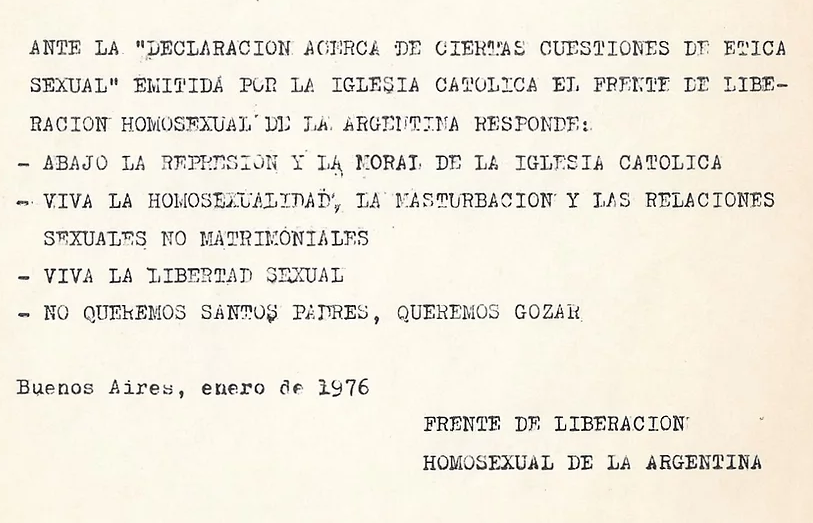
Folleto de Frente Liberación Homosexual de enero de 1976.

En la segunda mitad de la década de 1960 y durante los primeros años de la década de 1970, especialmente durante el llamado tercer peronismo (1973-1976), surgió y tuvo lugar un excepcional desarrollo -considerando la época y la región- del movimiento LGBT+, impulsado sobre todo por el Frente de Liberación Homosexual (FLH). El movimiento fue iniciado en 1967 por un grupo de «maricas» (de la identidad «marica» surgirían la identidad «travesti» y la identidad «gay») conocidos como Nuestro Mundo, fundado por Héctor Anabitarte y Luis Troitiño en Lomas de Zamora, a partir de un considerable núcleo existente en el servicio estatal de Correo. Esto sucedió dos años antes de los Disturbios de Stonewall, cuando casi no existía ninguna organización LGBT+ en el mundo y no había ninguna en Íberoamérica. La mayoría de sus miembros eran trabajadores originarios de las provincias de Tucumán, Santiago del Estero y La Rioja, que vivían en el conurbano bonaerense, que habían adoptado la identidad y la cultura propia de «las maricas» del conurbano, incluyendo el uso del «carrilche», una jerga marica generada en la década de 1940 derivada del lunfardo que hablaban los «chongos». El grupo se reunía semanalmente y comenzó a editar un boletín mimeografiado bajo el nombre de Nuestro Mundo, del que se imprimían secretamente y distribuían un centenar mano a mano. La editorial del primer número decía:

Esta publicación no pretende difundir la homosexualidad pretende reflejarla tal como es realmente, sin tergiversaciones. Al menos ese es nuestro propósito. Pretende que se reflexione profundamente sobre una característica humana que hoy se parece al problema de los leprosos en el medioevo. Pretende polemizar en un nivel de franqueza y honestidad dejando de lado prejuicios ignorancia y "tradiciones".

El grupo buscó impactar en la opinión pública llevando el boletín a los medios de prensa más importantes. Finalmente, en febrero de 1971, la revista Siete Días, publicó una breve nota celebrando “la publicación underground” Nuestro Mundo, para evitar “agresiones inútiles” y “crueldades superfluas” y avanzar en la comprensión de los “problemas humanos”. Nuevos artículos sobre el boletín Nuevo Mundo y la homosexualidad se publicaron en los meses siguientes sacando a la luz por primera vez la realidad de las personas con sexualidades alternativas a la heterosexualidad tradicional, desde un punto de vista no patologizante.
Los artículos sobre Nuevo Mundo publicados en diarios y revistas de circulación nacional llevaron a que algunos grupos de homosexuales que se reunían privadamente buscaran tomar contacto con el grupo de Lomas de Zamora. Juan José Hernández conocía a Abitarte y promovió una reunión en agosto de 1971, en la casa de Blas Matamoro en el barrio de Once de la Capital Federal, en la que se constituyó el Frente de Liberación Homosexual (FLH), que adoptó ese nombre traduciendo el nombre del Gay Liberation Front que se había creado en Estados Unidos dos años antes. Allí estaban también entre otros Rubén Massera, Pepe Bianco, Manuel Puig, Teddy Paz, Juan José Sebrelli y Adelaida Gigli, la única mujer. Debido a los escasos recurso y la exigencia de muchos de sus miembros de mantener en reserva su identidad, el FLH decidió funcionar en grupos autónomos. De este modo el grupo de Lomas de Zamora que editaba el boletín  adoptó el nombre de Grupo Nuestro Mundo, mientras que el grupo de Once, adoptó el nombre de Grupo Profesionales. Poco después se sumó un grupo de Avellaneda liderado por Néstor Perlongher y Sergio Pérez Álvarez que adoptó inicialmente el nombre de Intelectuales y luego Grupo Eros, que se volvería el más activo y militante del FLH.
El FLH se constituyó así como la referencia común para un «archipiélago» de grupos autónomos. A los tres iniciales se fueron sumando otros grupos: Bandera Negra (anarquistas), Grupo Safo (lesbianas), Emanuel (cristianos), Alborada, Triángulo Rosa (en referencia a los judíos que habían padecido el Holocausto en manos de la homofobia nazi), Grupo Parque (movimientos contraculturales) y Católicos Homosexuales Argentinos. Entre las personas que integraron el FHL se encontraban también Marino Suárez, Ricardo Lorenzo, Marcelo Benítez, Eduardo Todesca, Alejandro Jockl, Néstor Latrónico, Juan Carlos Vidal, Jorge Luis Giacosa, Daniel Molina, Gustavo Zampichiatti, Rubén Mettini y Ruth Mary Kelly.
En 1973 el Frente de Liberación Homosexual buscó una alianza con la izquierda peronista con el fin de avanzar en los derechos civiles. Por primera vez las personas LGBT+ rompían la invisibilización, negando que la diversidad sexual fuera una enfermedad y reclamando el cese de la persecución policial, sorprendiendo a una sociedad que nunca los había visto realmente. 
A fines de 1972, la revista Pelo, especializada en rock y de gran llegada entre la juventud argentina, hace explícita la preocupación de sus redactores por la temática homosexual en el rock y la presencia de «ídolos homosexuales», como Rod Stewart (sic), David Bowie, Lou Reed, Iggy Pop, entre otros. En un editorial titulado «La hora de la decadencia» se afirma:

Es de esperar que David Bowie y Lou Reed se den cuenta de la responsabilidad con que están jugando, antes de seguir presentando a la bisexualidad como algo atractivo y luminoso... también debería darse cuenta que esas «insinuaciones» ejercen una cantidad considerable de persuasiva atracción sobre una conciencia adolescente parada en medio de un terreno a labrar, totalmente abierto a la experimentación. La evidencia que la homosexualidad ha sido un factor muy importante en el deterioro de las culturas, puede ayudar a explicar de alguna manera el por qué de lo deseable que es el estilo de vida de Bowie para la sociedad en general.

En el mundo del rock «nacional», Charly García respondería años más tarde, a los insultos homofóbicos, «bajándose los pantalones» (frase característica del dialecto argentino para referirse a la homosexualidad). Por esos años también, David Lebón solía presentarse vestido de mujer en los recitales de Pescado Rabioso, banda liderada por Luis Alberto Spinetta.
Durante el proceso histórico que llevó en 1973 al peronismo a recuperar el gobierno nacional, luego de 18 años de permanecer prohibido y con Perón exiliado, desarticulando el intento de la dictadura de Lanusse de implantar un régimen "democrático" bajo control militar, el FLH tomó la decisión de apoyar activamente a la izquierda peronista, encolumnada detrás de la candidatura de Héctor José Cámpora, en la creencia que los derechos LGBT+ no podían conquistarse fuera de un movimiento político renovador masivo.
Por primera vez el movimiento LGBT+ participó en las grandes manifestaciones populares juveniles "setentistas". En el acto de asunción presidencial de Cámpora, el FLH integró la columna de Tendencia Revolucionaria Peronista y Montoneros, con un cartel que citaba una frase de la Marcha Peronista: "para que reine en el pueblo el amor y la igualdad".
Durante el gobierno de Cámpora, la represión policial a los homosexuales prácticamente desapareció, inaugurándose una «primavera» de dos meses en la que gais, lesbianas y trans se manifestaron y fueron recibidos por vez primera por altos funcionarios del Estado, algo impensable apenas unos meses antes. Simultáneamente el FLH lanzó la revista Somos, primera en su tipo en América Latina, y el periódico Homosexuales, este último con una tirada de 5000 ejemplares.
En ese contexto Héctor Lastra publicó en 1973 su novela La boca de la ballena, que relata la historia de un joven de clase alta que se enamora y fantasea con un villero peronista, pero no tiene el valor suficiente para hacer realidad sus fantasías homosexuales y termina haciéndose violar por un linyera. La novela fue prohibida temporalmente por la Municipalidad de la ciudad de Buenos Aires, hecho que no sólo no pudo evitar que el libro se agotara sino que, pocos meses después, la misma Municipalidad premió a Lastra por escribir la tercera mejor novela de 1973.
El intento del movimiento LGBT+ de insertarse en la Tendencia, fue utilizada por los sectores de derecha (peronista y antiperonista) para desprestigiar a la izquierda peronista. El 20 de julio de 1973, al cumplirse un mes después de la Masacre de Ezeiza, las organizaciones de la derecha peronista, publicaron una solicitada en los diarios en la que denunciaban que el peronismo estaba siendo "infiltrado" por la "traición siniestra", mencionando a "Montoneros, con sus drogadictos, homosexuales y mercenarios...".La UFA (Unión Feminista Argentina), el MLF (Movimiento de Liberación Femenina) y el FLH (Frente de Liberación Homosexual de la Argentina) se sumaron de forma orgánica aportando algunos de sus cuadros al gobierno.
La respuesta de la izquierda peronista fue rechazar a las organizaciones LGBT+, adoptando una consigna homofóbica que limitó la inserción del incipiente movimiento LGBT+ argentino, en el proceso de cambio que abrió la presidencia de Cámpora. El mismo rechazo a los reclamos del movimiento LGBT+, se presentó en los demás sectores de izquierda y centro izquierda, como el socialismo, el comunismo, el guevarismo, el trosquismo y el alfonsinismo. Tendrían que pasar aún tres décadas, para que las fuerzas políticas argentinas incluyeran en sus programas las reivindicaciones de la diversidad sexual.
En 1975 se realizó la película Mi novia el travesti, dirigida por Enrique Cahen Salaberry y protagonizada por Alberto Olmedo, que sufrió la censura al ser reemplazado el actor trans Jorge Pérez Evelyn por Susana Giménez, modificado el título por Mi novia el..., y eliminando el final LGBT+ original por otro heterosexual, con el argumento oficial de que "en la Argentina no existe el travestismo”. La película formaba parte de un género de la picaresca argentina surgido en esos años y promovido por la pareja artística y romántica que formaban Ayala-Olivera, que incluía gran cantidad de personajes LGBT+, «y si bien se pueden juzgar muchas de ellas con una dimensión ofensiva, hay ciertas desviaciones valiosas». Ese mismo año estrenaron la película El muerto, tomando como base el cuento homónimo de Borges de 1946, una de las primeras obras de la literatura argentina relacionadas con la temática LGBT+. También en 1975 se estrenó La Raulito, sobre un conocido hincha de Boca transgénero, interpretado por Marilina Ross. Con respecto a la representación de la sexualidad lésbica en el cine nacional se encuentra la película «Fuego» de Armando Bó, protagonizada por Isabel Sarli, sobre una mujer bisexual enviada a Estados Unidos para ser «curada» de su «ninfomanía», donde se registran las primeras escenas de sexo lésbico explícito, dirigidas a excitar a un público casi exclusivamente masculino con un enfoque que en la época era considerado como «cine pornográfico».
Poco después, en febrero de 1975, la revista El Caudillo, órgano de la organización terrorista parapolicial Triple A, publicó un número con la consigna de tapa de "Acabar con los homosexuales", donde sostenía que el marxismo utilizaba la homosexualidad para "enviciar y corromper al pueblo" y convocaba a sus simpatizantes a formar brigadas para dar caza a los homosexuales y "encerrarlos o matarlos”. Pese a las amenazas el FLH continuó funcionando un año más, hasta que en enero de 1976, dos meses antes del golpe, deja de aparecer la revista Somos. La última referencia de sobre la existencia del FLH es una nota aparecida en el diario Crónica, el 11 de febrero de 1976, bajo el título de "Extraña protesta: Homosexuales se quejan de persecución". Un mes y medio después se instalaba una dictadura que implantó un régimen de terrorismo de Estado, que arrasó con todos los movimientos sociales, políticos y sindicales, incluyendo el movimiento LGBT+.

## Última dictadura y desaparecidos LGBT+

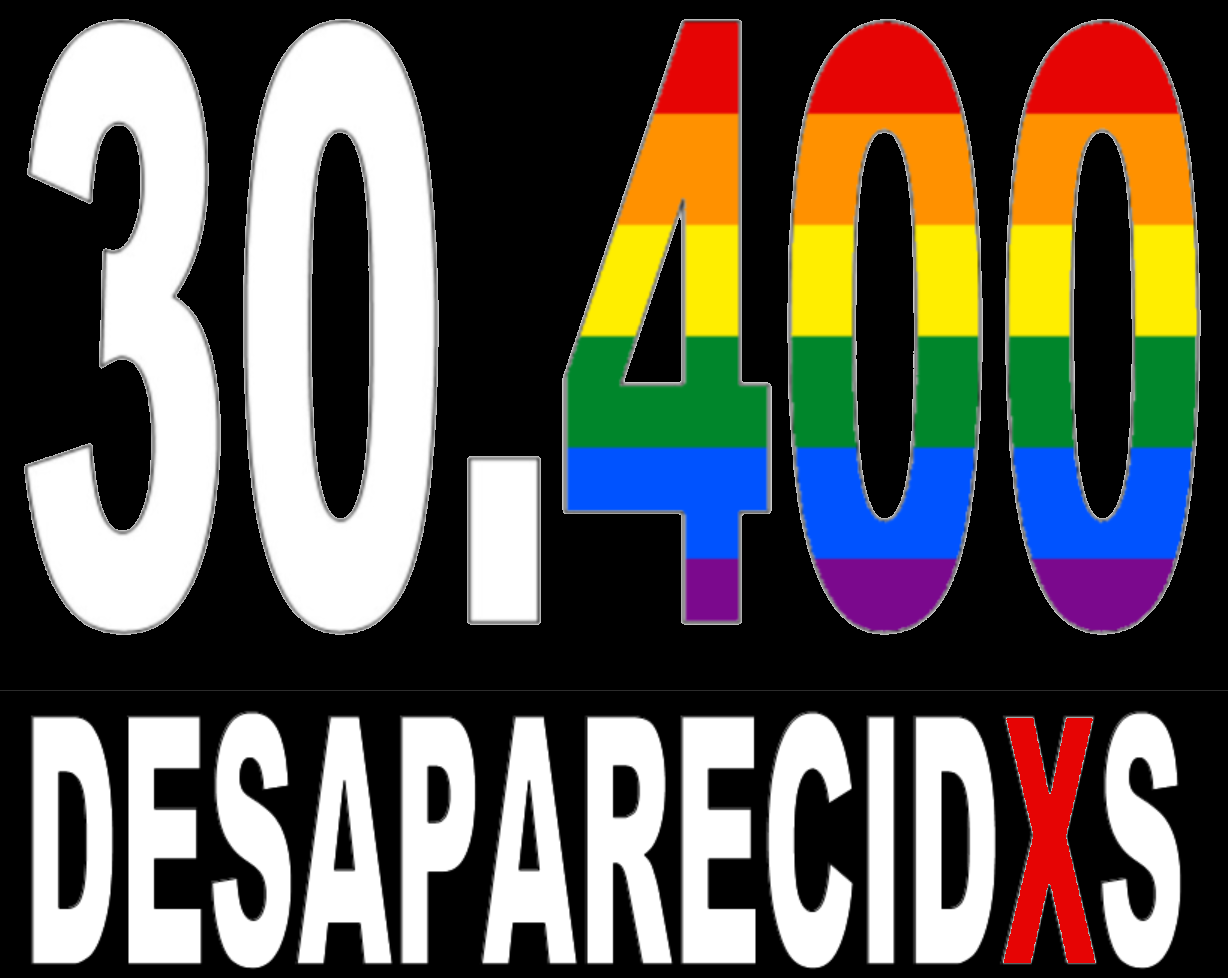
Pancarta de las organizaciones LGBT+ argentinas para visibilizar a las personas LGBT+ desaparecidas durante la última dictadura.

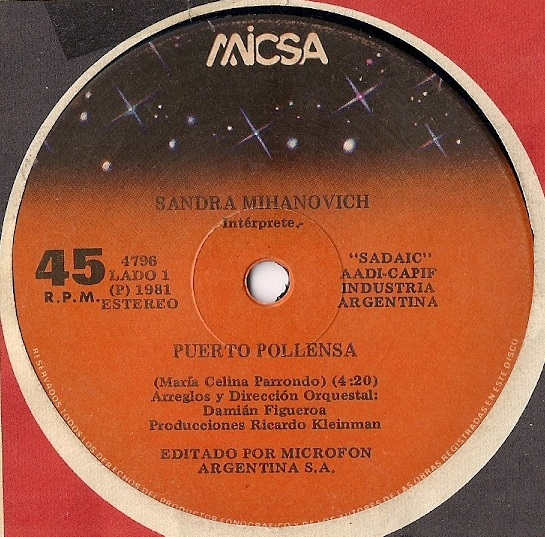
En medio de la dictadura que tomó el poder en 1976 y erradicó el movimiento LGBT+, Sandra Mihanovich lanzó el simple "Puerto Pollensa" compuesto por Marilina Ross, que fue adoptado como un himno del amor homosexual.

El Proceso de Reorganización Nacional erradicó el movimiento LGBT+ y muchos de sus miembros se encontraron entre los miles de personas desaparecidas. Al menos 400 personas con identidades u orientaciones sexuales LGBT+ fueron detenidas-desaparecidas durante la última dictadura, siendo sometidas por ello a tratos especialmente degradantes e inhumanos.
Un informe elaborado en 1980/1983 por Néstor Perlongher y la Comisión por los Derechos de la Gente Gay, de existencia clandestina, denunció la política de represión como «un episodio más dentro de la generalizada violación de los derechos humanos» en el país. El informe da cuenta de 15.000 personas detenidas entre 1976 y 1982, solamente en la cárcel de Devoto, utilizando los edictos policiales entonces vigentes para reprimir la homosexualidad y el travestismo. Relata torturas, violaciones y vejaciones y el clima de terror generalizado entre las personas LGBT, así como el «fichaje» de las personas para facilitar las detenciones masivas y razzias. El informe fue silenciado en la prensa argentina, pero fue difundido por algunos medios de comunicación ubicados en Brasil, Francia y Suecia.
En la provincia de Córdoba aparecieron incluso organizaciones formadas por integrantes de las Fuerzas Armadas y de Seguridad, para perseguir y asesinar a personas LGBT+, como el Comando Cóndor y el Comando de Moralidad. La Comisión de la Memoria de la provincia de Buenos Aires ha revelado que la Policía bonaerense investigaba y fichaba a las personas por su orientación sexual, con categorías como "conducta lesbiana”, “costumbres demasiados liberales”, “amanerado”, “temperamento afeminado”, “invertidos”, “amanerados”, “nunca se lo ve acompañado con personas del sexo opuesto”.
Máximo y Prieto cuentan que, en La Plata, las travestis muchas veces pidieron ayuda a organismos de derechos humanos por las detenciones y malos tratos que sufrían cotidianamente en las comisarías. Puntualmente cuentan un caso de una militante histórica de la Asociación de Ex Detenidos Desaparecidos, que pidió que no se publicara su nombre, que en una ocasión vio que una travesti se iba del lugar donde se juntaban, y que al preguntarles a sus compañeros qué había pasado, le contestaron que había venido a pedir la asesoría jurídica y que ellos le respondieron que «se ocupaban de los presos políticos y no de ellas, que nada tenían que ver con su actividad política relacionado al pedido de justicia por los desaparecidos». 
La militante reflexionó también en dicha nota que la discriminación sufrida por las personas trans en La Plata, le hacía recordar a lo que sucedía en 1972 con los abogados de presos políticos en la cárcel de Devoto, que no atendían a «las maricas» debido a que no las consideraban «presos políticos».
Paradójicamente, con el inicio de la dictadura genocida en 1976, se publicaron dos novelas fundamentales de la literatura LGBT+ argentina: El beso de la mujer araña (1976), de Manuel Puig y Monte de Venus de Reina Roffé, esta última considerada como «texto inaugural» de la literatura lésbica argentina.. En 1981 Sandra Mihanovich lanzó el simple "Puerto Pollensa" compuesto por Marilina Ross, que sería adoptado como un himno del amor homosexual. Ese mismo año Sylvia Molloy publicó «En breve cárcel» también considerado uno de los libros pioneros de la literatura lésbica.
En 2021, el periodista Cristian Prieto publicó la novela El maricón de los chilenos, una ficción inspirada en hechos reales que narra la persecución a un grupo de maricas de la ciudad de Bahía Blanca durante la dictadura, sobre la base de una investigación personal en los archivos de la exDirección de Inteligencia de la Policía de la provincia de Buenos Aires (DIPBA) sobre la persecución de homosexuales en esa época.

## Recuperación de la democracia y del movimiento LGBT+

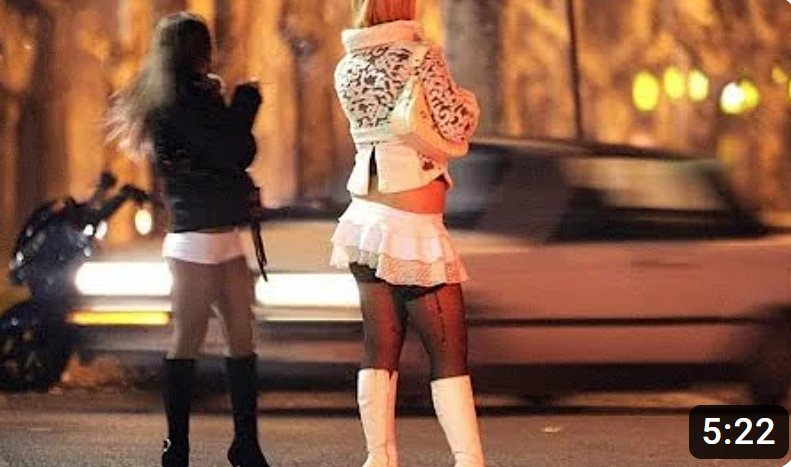
Prostitución trans en Salta (2016). La posibilidad que abrió la biotecnología de producir cambios permanente en los cuerpos y la paralela transfobia social, excluyó a las travestis y transexuales del mercado laboral asalariado forzándolas a trabajar como prostitutas.

El retorno a la democracia en diciembre de 1983 permitió que se reiniciara el movimiento por los derechos LGBT+, pero a la vez el gobierno alfonsinista, a través de su ministro del Interior, Antonio Tróccoli, dio el visto bueno a la Policía Federal para la aplicación de los edictos policiales 2F y 2H (escándalo público, incitación al acto carnal y vestir prendas contrarias al género). El ministro también declaró que la homosexualidad era una enfermedad y el gobierno pensaba tratarla como tal. Carlos Figari recapitula en su libro Eróticas de la disidencia en América Latina la situación de las sexualidades disidentes en ese momento: 

En Argentina, la vuelta a la democracia, en el año 1983, no significó el desmantelamiento de los aparatos represivos contra los homosexuales. Por el contrario, Antonio Tróccoli, Ministro del Interior, de Raúl Alfonsín, afirmaba a la prensa su política al respecto: “La homosexualidad es una enfermedad y nosotros pensamos tratarla como tal. Si la policía ha actuado es porque existieron exhibiciones o actitudes que comprometen públicamente lo que podría llamarse las reglas de juego de una sociedad que quiere ser preservada de manifestaciones de ese tipo” (Symms, E., “Tróccoli y las reglas de juego”, en El Porteño, mayo de 1984, pp. 7-8). Las detenciones por averiguaciones de antecedentes, en virtud de los edictos policiales, no pararon y hasta ascendieron a números escandalosos, para un gobierno democrático, al igual que las constantes razzias en lugares de circulación o socialización gay (ver al respecto Jáuregui, 1986:181-192).

La investigadora Ana Gabriela Álvarez cuenta que para la comunidad travesti la situación fue aún peor:

Si el regreso del régimen democrático en 1983 se presenta para la mayoría de la sociedad argentina como un retorno a un estado de derecho, no incluye a las travestis. Tanto Lohana [Berkins] como Nadia [Echazú] afirmaban que no hubo diferencia en el cambio de régimen. Muchas de las entrevistadas corroboran esta afirmación al no poder describir diferencias vivenciales entre el momento dictatorial y el democrático en sus propias vidas. Los Edictos Policiales se mantuvieron sin ser discutidos y con ello, la vigilancia y represión sobre las travestis, se mantenía.

La estrategia del movimiento se focalizó en lograr visibilidad. Ya en la década de 1990 la organización Gays por los Derechos Civiles (Gays DC), divulgaba el lema «Visibles para ser iguales». Durante el inicio de la democratización, abrió el primer bar gay y la comunidad LGBT+ comenzó a ser más abierta, organizando festivales, publicaciones y activismo político. En abril de 1984, la revista Siete Días puso en tapa a Carlos Jáuregui abrazado románticamente con otro hombre. Dos películas de amplia difusión expresaron el amor gay desde un punto de vista LGBT+, por primera vez en el cine argentino: Adiós Roberto (1985) de Enrique Dawi y Otra historia de amor (1986), de Américo Ortiz de Zárate.

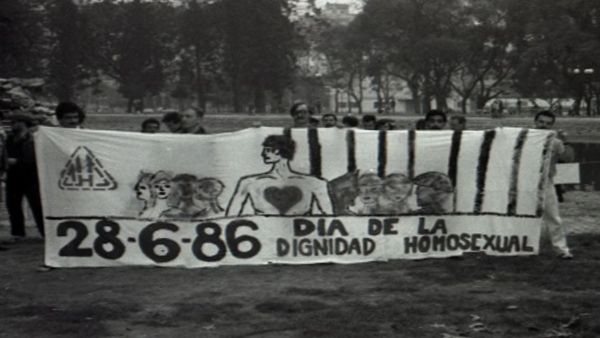
Manifestación del "Día de la Dignidad Homosexual" en Parque Centenario, llevada a cabo en conmemoración a los disturbios de Stonewall el 28 de junio de 1986.

En abril de 1984, durante la presidencia de Raúl Alfonsín, de extracción radical, fue fundada la Comunidad Homosexual Argentina (CHA), liderada por Carlos Jáuregui, pero el gobierno democrático y el Poder Judicial se negaron a reconocer la personería jurídica de la organización.
Carlos Jáuregui en un artículo publicado en 1996 en la revista NX, dice que, uno de los miembros de la Comisión Nacional de Desaparición de Personas (Conadep), creada por el presidente Alfonsín, el rabino Marshall Meyer le dijo «que la Comisión había detectado en su nómina de diez mil personas denunciadas como desaparecidas, a cuatrocientos homosexuales. No habían desaparecido por esa condición, pero el tratamiento recibido, afirmaba el rabino, había sido especialmente sádico y violento, como el de los detenidos judíos.» "Esa información no formó parte en el informe final por la insistencia de la Asamblea Permanente por los Derechos Humanos (APDH)".  La Conadep ha sido criticada por esa revictimización de las personas desaparecidas con identidades LGBT+ y la invisibilización de su memoria, mientras que desde diversos sectores se ha reclamado levantar las consignas como "30.400 desaparecidxs presentes", "el Nunca Más de los 400", o «La memoria no es un privilegio heterosexual».

## Los '90: visibilidad y orgullo
En 1989, simultáneamente con la caída del Muro de Berlín y el comienzo de la globalización, asumió un nuevo presidente, Carlos Menem, esta vez de extracción peronista. En 1991, Fernando Ayala estrenó su última película Dios los cría, considerada como «una suerte de testamento queer», cuyo protagonista es un hombre homosexual que frecuenta una disco LGBT+. Hasta entonces el cine argentino solo había mostrado personas homosexuales sin vida social, pero en esta obra Ayala y Olivera «crearon un sentido de comunidad LGBTIQ como nunca antes se había visto».
Mientras tanto la CHA había llevado su reclamo para que el gobierno le conceda la personería jurídica hasta la Corte Suprema que, en un fallo del 22 de noviembre de 1991, negó que una organización de personas homosexuales tuviera derecho a obtener la personería jurídica, quedando dicha aprobación a discreción del Poder Ejecutivo, cuando considerara que su objeto no era «contrario al bien común». El fallo contó con la disidencia en minoría de los jueces Fayt y Petracchi. Inmediatamente después del fallo, el 15 de enero de 1992 y en medio de una campaña internacional de apoyo al reclamo de la CHA, el presidente Carlos Menem dio orden de modificar el criterio y otorgar la personería a la CHA, marcando el inicio de un progreso jurídico y social significativo. 
En 1991 se fundó Las Lunas y Las Otras, principal organización lésbica de la década. En 1992 se funda la Sociedad de Integración Gay Lésbica Argentina (SIGLA), un desprendimiento de la CHA presidida por Rafael Freda y Alfredo Manes, que obtendrá su personería jurídica un año después, siendo la segunda organización de diversidad sexual en obtenerla.
En 1992 se realizó en Buenos Aires la primera Marcha del Orgullo en Argentina y Sudamérica, convocada por las organizaciones Convocatoria Lesbiana, Cuadernos de Existencia Lesbiana, Transdevi, Gays DC, Grupo Isis, SIGLA y las Iglesias de la Comunidad Metropolitana (IMC). 
También en 1992 se estrenó en el Teatro Municipal General San Martín de Buenos Aires de Una visita inoportuna, obra autobiográfica y póstuma de Copi sobre un enfermo terminal de sida (Copi murió de sida en 1987), que fue un suceso teatral que permitió revisitar y recuperar a un autor maldito e «incómodo» del arte LGBT+ argentino.
En 1993 se fundó la Asociación de Travestis Argentinas, luego renombrada Asociación de Travestis, Transexuales y Transgéneros de Argentina (ATTTA), a medida que surgían nuevas identidades trans. En 1994 surgió la Asociación de Lucha por la Identidad Travesti–Transexual (ALITT). La estrategia de las organizaciones trans apuntó contra los edictos policiales y el reconocimiento de las identidades trans.
En octubre salió la Revista NX, "el primer intento perdurable de periodismo gay en la Argentina y un verdadero modelo para todas las de Latinoamérica que imitaron su estilo", que se publicó mensualmente hasta que la Crisis de 2001 la obligó a cerrar.
Durante la década de 1990 dos ciudades, Buenos Aires y Rosario promulgaron formalmente una legislación para prohibir la discriminación por motivos de orientación sexual. En 1996 se protegió por primera vez la orientación sexual en la Constitución de la Ciudad Autónoma de Buenos Aires, un proyecto presentado por Carlos Jáuregui desde la organización Gays DC, que fue aprobado por unanimidad.
En 1998 Pablo Pérez publicó Un año sin amor. Diario del SIDA, primera novela sobre la sexualidad BDSM en la Argentina, abordada desde la experiencia homosexual sadomasoquista, así como sobre la problemática del sida, llevada al cine con el mismo título en 2005, con dirección de Anahí Berneri y protagonizada por Juan Minujín.
La pandemia de sida tuvo un alto impacto en el movimiento LGBT, en medio de un debate enmarcado una cobertura mediática que puso el acento en las «malas prácticas sexuales» que afectaban la salud nacional. Se generaron fuertes controversias sobre el enfoque con que debía enfrentarse la epidemia. «El sida puso en tensión la 'libertad sexual' como nunca antes lo había logrado ni la religión, ni las razzias policiales, ni los
modos de habitar la masculinidad o la feminidad».
En 1999 el jefe del Ejército general Martín Balza propuso eliminar del Código de Justicia Militar (artículo 765), el delito de homosexualidad previsto para militares, que se castigaba con degradación y una pena de prisión de seis meses a seis años, aunque aclarando que los militares LGBT+ debían mantener esas conductas "en el ámbito privado". El artículo recién sería derogado en 2009.

## Los años 2000: reconocimiento de los derechos LGBT+

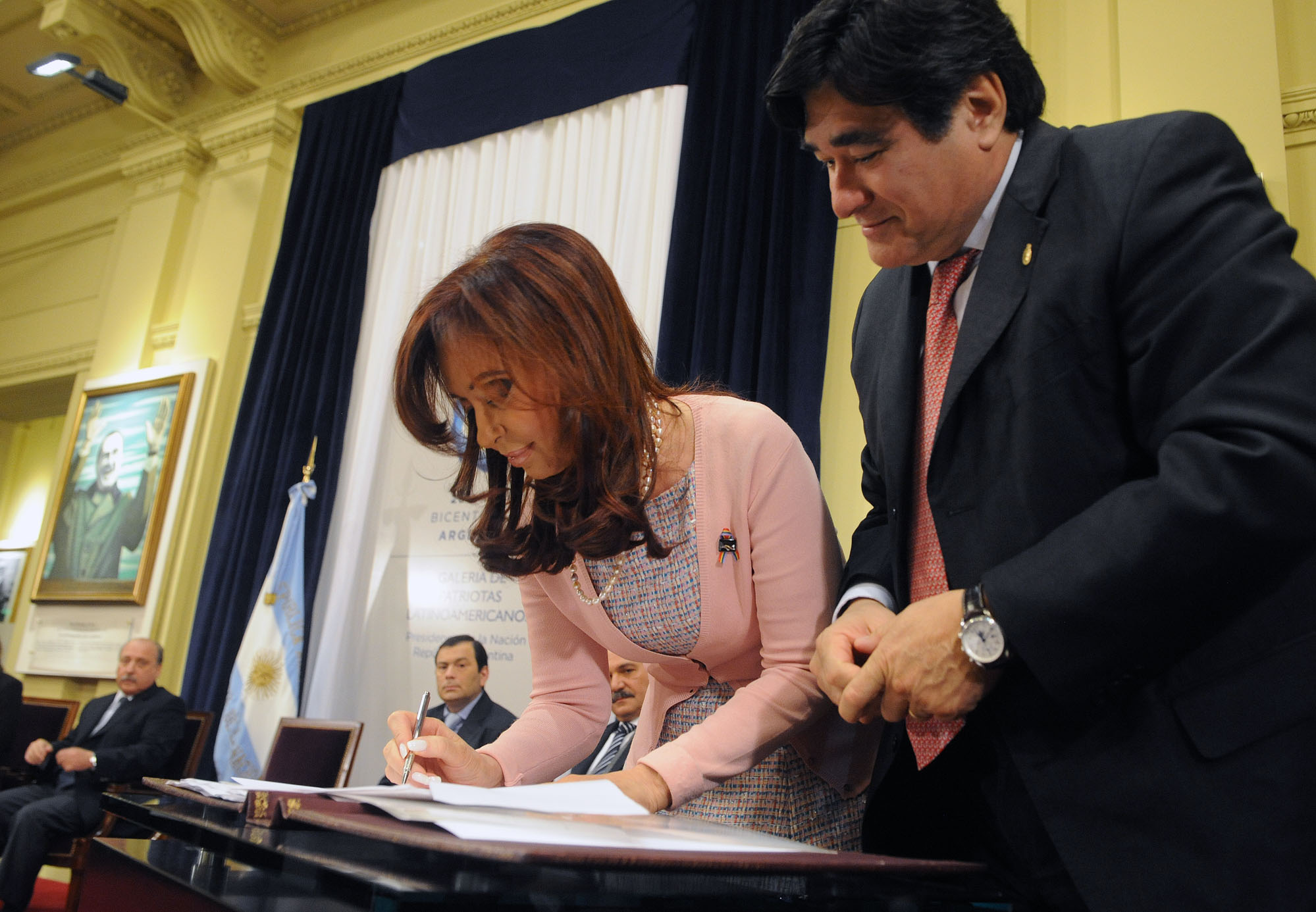
La entonces Presidenta Cristina Fernández promulgando la ley del matrimonio igualitario.

En 2003 Buenos Aires se convirtió en la primera ciudad latinoamericana en reconocer legalmente las uniones civiles entre "dos personas con independencia de su sexo u orientación sexual", al sancionar la Ley N.º. 1004. La ley fue promovida por las organizaciones LGBT+, elaborada por la jueza Graciela Medina, presentada por el diputado Roque Bellomo del Frente Grande y promulgada por el jefe de Gobierno Aníbal Ibarra, también del Frente Grande. Ese mismo año el árbitro internacional de fútbol, Fabián Madorrán, fue despedido por la Asociación del Fútbol Argentino que alegó «aspectos físicos y evaluaciones técnicas», pero con fuertes sospechas de haberse tratado de un despido discriminatorio por su orientación homosexual; al año siguiente Madorrán se suicidó. El hecho sacó a la luz los fuertes prejuicios homofóbicos presentes en el mundo del fútbol argentino, considerado como un tema tabú.
En la década de 2000, varias organizaciones se agrupan para formar la Federación Argentina de Lesbianas, Gays, Bisexuales y Trans (FALGBT) en 2006, la primera organización de este tipo de carácter nacional. En 2007, la Copa Mundial Gay Internacional se celebró en Buenos Aires, con el equipo de Argentina como ganador ante el equipo británico. Ese mismo año se fundó la Agrupación Nacional Putos Peronistas, primera organización política LGBT+. 
En 2005 y 2006 se crean tres plataformas digitales para organizar como comunidades a las personas con orientaciones BDSM: Aldea Sado, Círculo BDSM y Mazmorra. Esta última se convertiría en los años siguientes en la mayor comunidad BDSM de América Latina, organizando en 2014 la primera Convención Latinoamericana de BDSM.
Durante los dos mandatos presidenciales de Cristina Fernández de Kirchner (2007-2015) fueron sancionadas tres leyes de gran importancia:

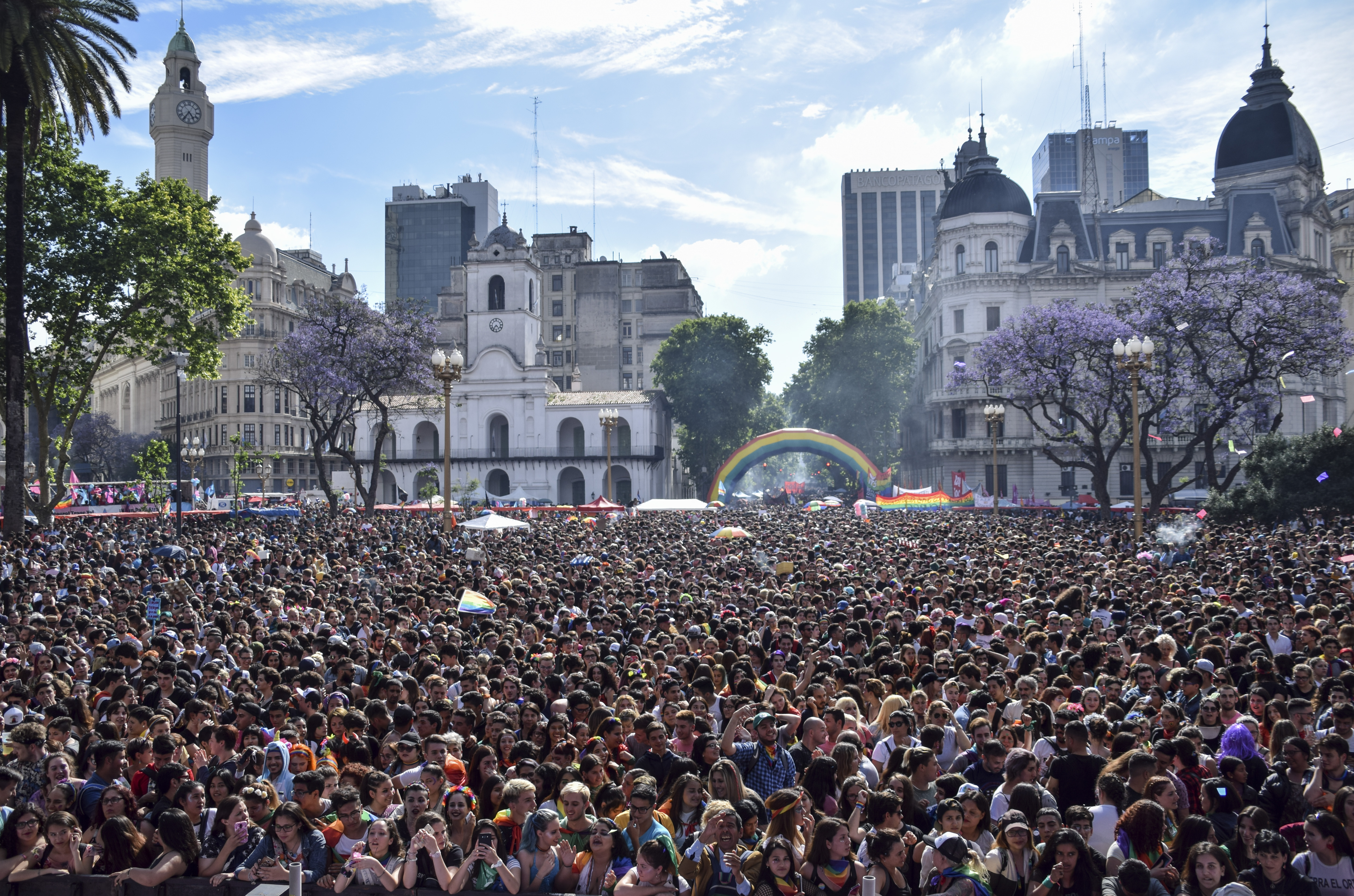
27.ª Marcha del Orgullo en Buenos Aires, 2018.

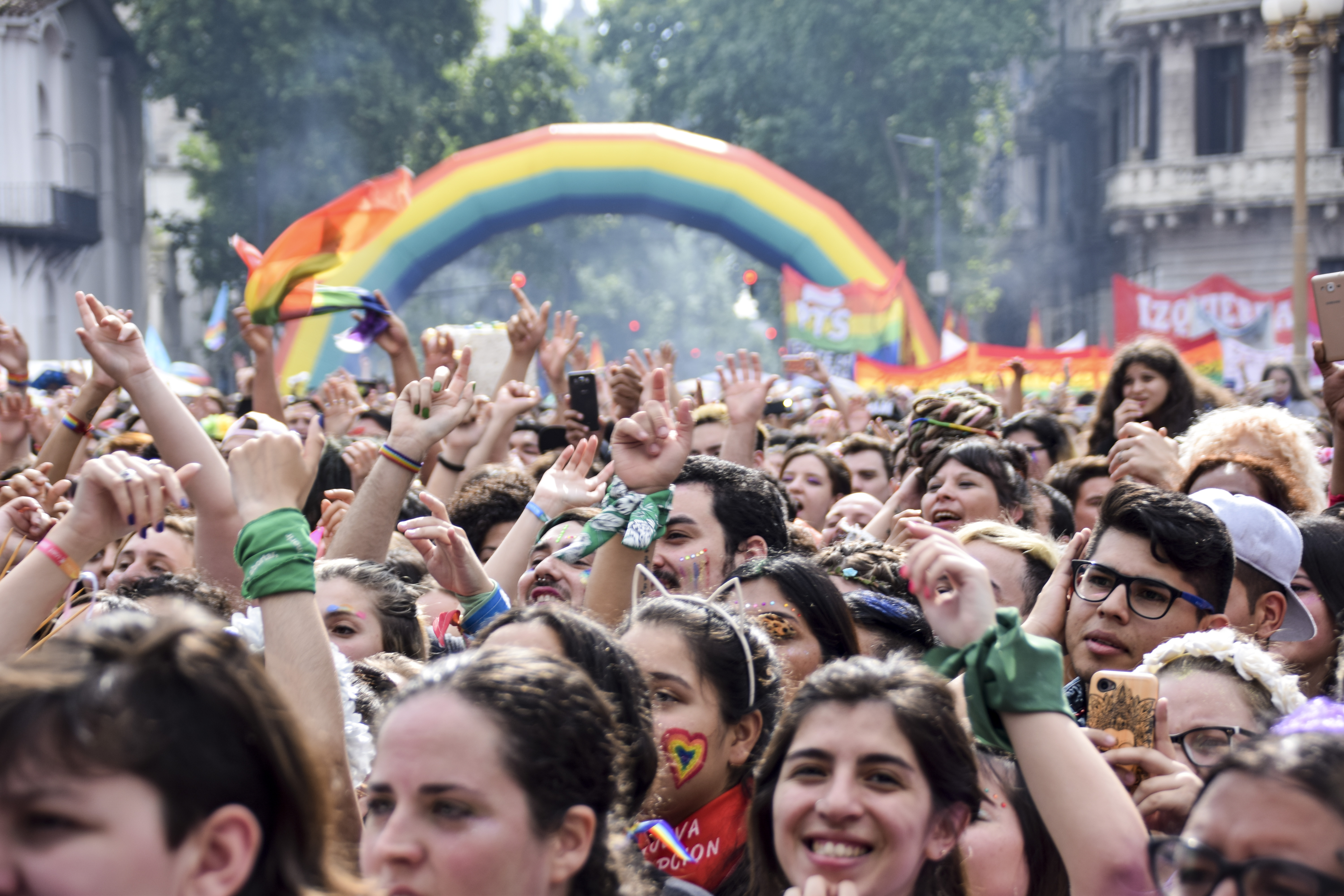
27.ª Marcha del Orgullo en Buenos Aires, 2018.

- la ley derogando el artículo 765 del Código de Justicia Militar que establecía el delito de homosexualidad para militares.[160]
- la Ley de Matrimonio entre Personas del Mismo Sexo (2010), conocida como Ley de Matrimonio Igualitario, reconociendo también el derecho a adoptar niños de las personas LGBT+,
- la Ley de Identidad de Género (2012), reconociendo el derecho a cambiar de género, desde la niñez y por la simple autopercepción de la persona, con reconocimiento del derecho a la gratuidad de los tratamientos médicos necesarios.

Entre los fallos que sentaron las bases jurisprudenciales de las leyes enunciadas en el párrafo anterior, se destaca la decisión del juez marplatense Pedro Hooft autorizando a la joven Tania Luna a cambiar el DNI con el fin de reconocer su identidad femenina sin realizarse una cirugía de reasignación sexual, sentando precedente histórico en Latinoamérica y el Caribe.
En 2011 María Rachid, una de las fundadoras de la Federación Argentina de Lesbianas, Gays, Bisexuales y Trans (FALGBT) fue elegida legisladora de la ciudad de Buenos Aires por el Frente para la Victoria (peronismo-kirchnerismo), convirtiéndose en la primera persona cuya sexualidad LGBT+ era conocida públicamente, en ocupar un cargo político representativo en el país.
En 2012 la provincia de Formosa derogó los artículos del Código de Faltas que criminalizaban la homosexualidad y el travestismo. Era la última provincia que mantenía normas penalizando la sexualidad LGBT+.
En 2013 se sancionó la Ley N.º 26.862 de Reproducción Médicamente Asistida, también conocida como Ley Nacional de Fertilización Asistida (2013), incluyendo a las familias homoparentales, demandas impulsadas por la FALGBT.
En los últimos años Argentina se ha mostrado como un destino muy amigable para el turismo LGBT+, mostrando un auge que también es visible en otros países latinoamericanos como Uruguay, Brasil, Cuba y Chile. Según un estudio hecho por el Pew Reserch Center, Argentina es el país que más acepta la homosexualidad en América Latina.

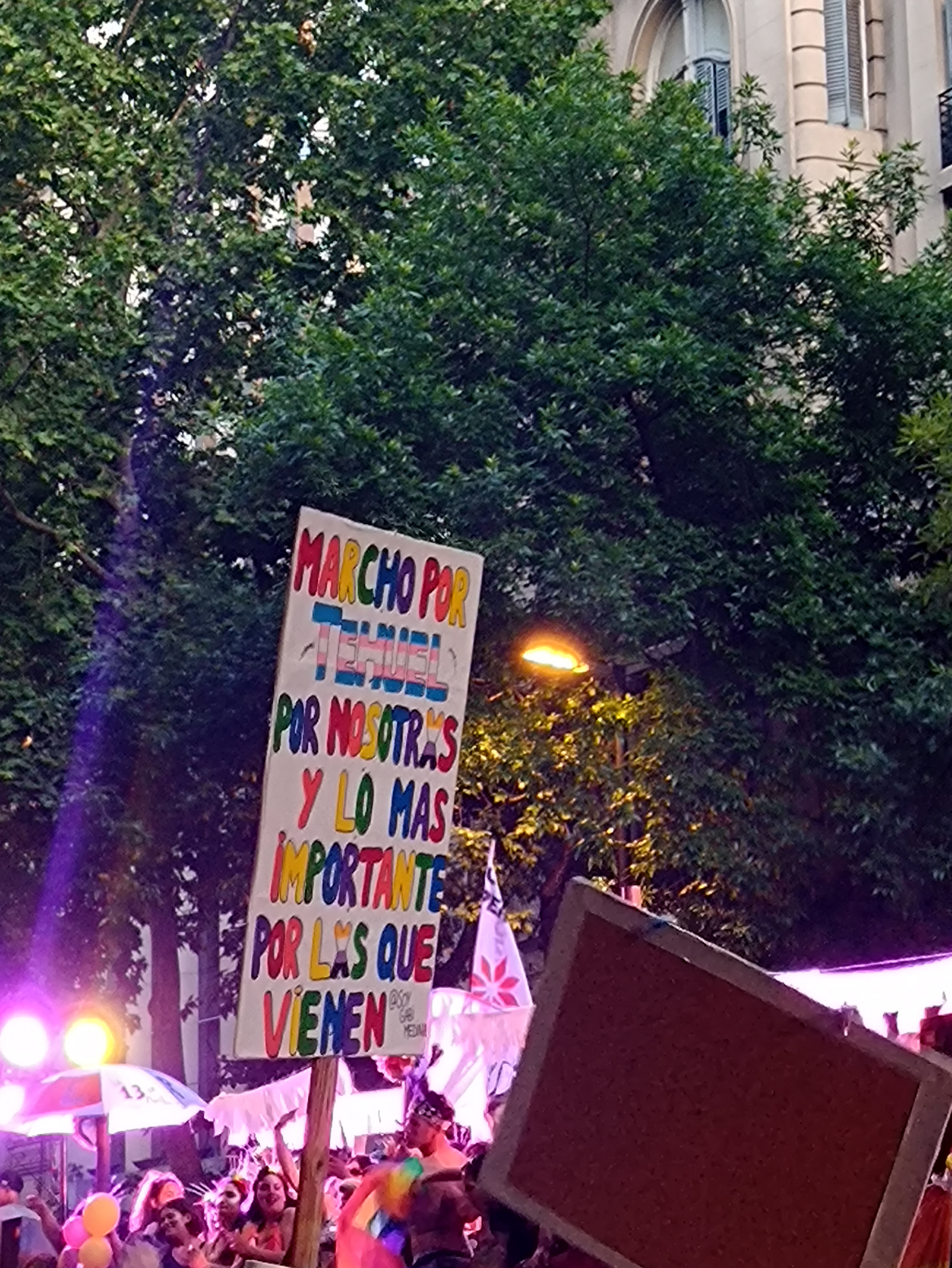
Pancarta en la Marcha del Orgullo de Buenos Aires en 2022, con el lema «Marcho por Tehuel, por nosotrxs y lo más importante, por lxs que vienen»

En 2018 el Poder Judicial de la provincia de Mendoza, y el Poder Ejecutivo de la provincia de Santa Fe, admitieron el derecho de las personas a exigir que los documentos de identidad no definan el género, ni el sexo, al que pertenece la persona.
El notable avance en el reconocimiento de los derechos LGBT+, no fue obstáculo para que se produjeran episodios homofóbicos de alto perfil, como las que protagonizara Mirtha Legrand al asociar homosexualidad con pedofilia, y el periodista Jorge Lanata al sostener en términos destemplados, que la conductora trans Flor de la V no era mujer, sino "un trava con documento de mina", aun cuando ella hubiera establecido legalmente que autopercibía su género como mujer. En la gestión del presidente Macri, la ministra de Seguridad, Patricia Bullrich, sancionó la Resolución N 1149/2017, aprobando un Protocolo de Actuación de Registros Personales y Detención para Personas Pertenecientes al Colectivo LGBT, estableciendo un modelo de acta de detención especial para personas LGBT, con el fin de que las  mismas informen su género autopercibido. El Protocolo LGBT fue denunciado por organismos de derechos humanos y organizaciones de la diversidad como una forma de reinstalar la criminalización de las diversidades sexuales. A poco de asumir, la gestión del presidente Alberto Fernández, la nueva ministra de Seguridad, Sabina Frederic, derogó el cuestionado Protocolo por medio de la Resolución 1141/2020, con el apoyo de las organizaciones LGBT.
En 2019 la Comisión Organizadora de la XXVIII Marcha del Orgullo de Buenos Aires, decidieron no utilizar la sigla LGBT+, ni ninguna otra con mayor cantidad de letras, "porque dejaron de ser representativas. Cada día empiezan a visibilizarse nuevas identidades que rompen con las normas sobre la sexualidad”.

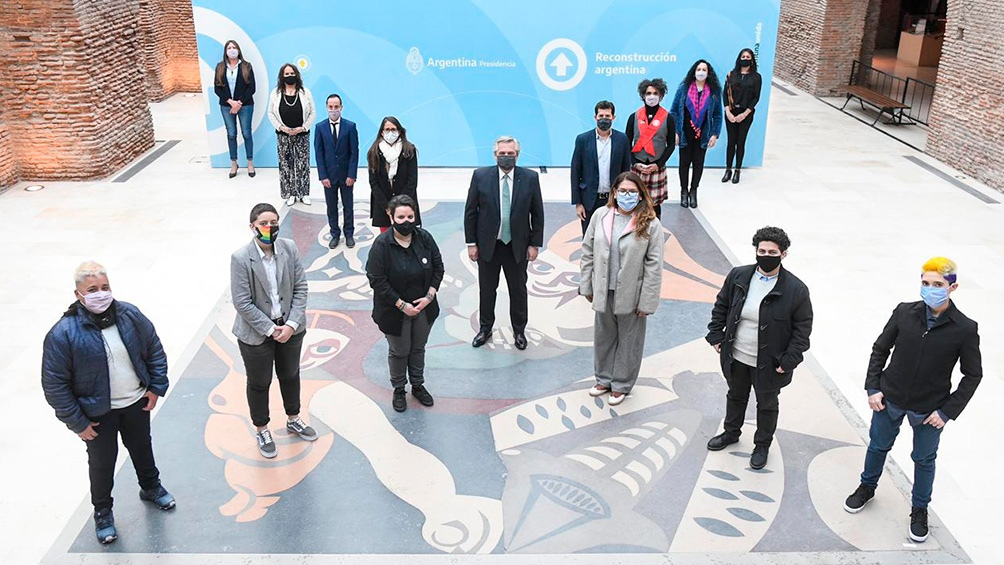
El presidente Alberto Fernández, rodeado de funcionarios y personas no binarias formando la "X", en alusión a la nomenclatura utilizada para el DNI para personas no binarias en el acto de presentación realizado en Casa Rosada en 2021

En 2007 y 2009 se estrenaron sendas películas dramáticas sobre la intersexualidad, XXY de Lucía Puenzo sobre la base de un cuento de Sergio Bizzio, y El último verano de la boyita de Julia Solomonoff. En 2010 se estrenó Las hijas del fuego, de Albertina Carri, inspirada en la novela del siglo XIX Las hijas del fuego de Gerard de Nerval, sobre un grupo de mujeres que viven conjuntamente una sexualidad lesbiana, poliamorosa y BDSM, a la vez que enfrentan la violencia machista.

## La tercera década delsigloXXI
En la tercera década del siglo XXI las disidencias sexuales en Argentina enfrentan los desafíos que abrieron las grandes leyes inclusivas de la década anterior, sobre todo en materia de educación sexual en el sistema escolar, el combate a la violencia y discriminación social y laboral, así como la apertura de nuevas identidades y subjetividades sexuales y genéricas disidentes, fluyentes y flexibles, influidas por la teoría queer. 
El 21 de julio de 2021 bajo el decreto presidencial N°476/21 (que amplia la Ley de identidad de género) de Alberto Fernández; Argentina se convierte en el primer país de América Latina en reconocer la identidad no binaria en el Documento Nacional de Identidad y Pasaporte argentino para aquellas personas que no se perciban ni de género masculino (M) ni femenino (F), pudiendo optar por la opción o categoría "X".
En 2022 se realiza el censo argentino de 2022 en el cual por primera vez se incluye la categoría no binario para las personas censadas. El mismo año, la canción y video «Disciplina» de Lali Espósito, aborda la sexualidad BDSM, con un fuerte impacto internacional.
En noviembre de 2023 fue elegido como presidente Javier Milei, líder de la coalición La Libertad Avanza, de tendencia libertaria yanarcocapitalista. Interrogado por el periodismo sobre su postura ante el matrimonio igualitario, Milei defendió públicamente la libertad ilimitada entre adultos de contraer matrimonio con quienes quieran, del mismo sexo o sexos distintos, "entre dos partes, tres partes o cincuenta″, mencionando incluso la posibilidad de "estar con un elefante", sin que el Estado deba intervenir. Dio a conocer también que sexualmente participaba en tríos, en algunos casos con otros hombres y que el sexo tradicional le "parecía espantoso".
Contradictoriamente con aquellas expresiones, diversas publicaciones han llamado la atención sobre manifestaciones homofóbicas del presidente y su equipo. En enero de 2025 expuso en el Foro de Davos cuestionó "la ideología woke", calificándola de "virus mental", "ideología criminal" y "cáncer que hay que extirpar", e incluyendo en la misma al "feminismo, diversidad... femicidio, aborto e ideología de género". En ese contexto Milei se pronunció contra "la agenda LGBT, queriendo imponernos que las mujeres son hombres y los hombres son mujeres sólo si así se autoperciben"... Sostuvo que "en sus versiones más extremas la ideología de género constituye lisa y llanamente abuso infantil. Son pedófilos... Están dañando irreversiblemente a niños sanos mediante tratamientos hormonales y mutilaciones, como si un menor de cinco años pudiera prestar su consentimiento a semejante cosa". Y si ocurriera que su familia no está de acuerdo, siempre habrá agentes del Estado dispuestos a interceder en favor de lo que ellos llaman el interés del menor". Se refirió también a la homofobia y a la transfobia como "inventos cuyo único propósito es intentar callar a quienes denuncian este escándalo" y cuestionó "la doctrina de la diversidad", mencionando los cupos antidiscriminatorios existentes "en nuestras empresas, instituciones públicas y casas de estudios".
Milei fue denunciado penalmente por esas expresiones por el diputado Esteban Paulón y repudiado por diversas organizaciones LGBT+, de derechos humanos, políticas y sociales. Altos funcionarios del gobierno salieron a aclarar públicamente las declaraciones de Milei, como el jefe de Gabinete Guillermo Francos, quien sostuvo que “de las puertas de la casa para adentro, cada uno puede hacer lo que le parezca”, pero que no debía permitirse "la promoción de esas situaciones de manera pública“.
El 1 de febrero de 2025 se realizó la Marcha Federal del Orgullo Antifascista y Antirracista, en repudio al "discurso de odio" y amenazas de Milei contra la "ideología de género" y el colectivo LGBT, y los derechos feministas y LGBT, en el Foro de Davos. La marcha tuvo una adhesión multitudinaria y fue realizada en las principales ciudades argentinas, de Europa, América Latina y Estados Unidos. En la ciudad de Buenos Aires la marcha ocupó las 17 cuadras de la avenida de Mayo y cubrió la plaza de Mayo, siendo calculada por los organizadores en un millón de personas.